# 社会主义纹章
社会主义纹章最早于1922年由苏联开始使用社会主义纹徽样式，并出现在苏联国徽之上。其图案多由麦穗、金色或红色五角星、锤子与镰刀、太阳、齿轮构成。

典型的社会主义纹章，苏联国徽

| 构成元素 | 主要象征   | 使用国家政权                                              | | 示例 |
| -------- | ---------- | --------------------------------------------------------- | --- | ---- |
|          | 锤子与镰刀 | 苏联、 俄罗斯苏维埃联邦社会主义共和国                     | 主要元素有 - 象征工人阶级（无产阶级）领导的锤子与镰刀 - 象征农业的麦穗和嘉禾 - 象征工业的齿轮以及水塔 - 象征革命的红色五角星、红旗及绶带 |      |
|          | 红色五角星 | 中华人民共和国、 越南、 朝鮮民主主義人民共和國、 莫桑比克 | 主要元素有 - 象征工人阶级（无产阶级）领导的锤子与镰刀 - 象征农业的麦穗和嘉禾 - 象征工业的齿轮以及水塔 - 象征革命的红色五角星、红旗及绶带 |      |
|          | 红旗       | 中华人民共和国、 越南、 苏联、 白俄羅斯                   | 主要元素有 - 象征工人阶级（无产阶级）领导的锤子与镰刀 - 象征农业的麦穗和嘉禾 - 象征工业的齿轮以及水塔 - 象征革命的红色五角星、红旗及绶带 |      |

## 现存社会主义国家国徽列表（联合国会员国）

中华人民共和国国徽
越南社会主义共和国国徽
老挝人民民主共和国国徽
朝鲜民主主义人民共和国国徽（是否为社会主义国家有争议）

值得注意的是，古巴共和国国徽启用于1906年，并在古巴革命后继续沿用。该国徽不含社会主义要素，因此不属于同一类国徽。

## 现存非社会主义国家国徽列表（联合国会员国）

### 现存前社会主义国家，目前非社会主义国家所使用的类社会主义样式国徽列表（联合国会员国）

阿富汗伊斯兰酋长国国徽
白俄罗斯国徽
乌兹别克斯坦国徽（拉丁字母版）
乌兹别克斯坦国徽（西里尔字母版）
哈萨克斯坦国徽（拉丁字母版）
哈萨克斯坦国徽（西里尔字母版）
塔吉克斯坦国徽
北马其顿国徽
安哥拉国徽
莫桑比克国徽
土库曼斯坦国徽
阿塞拜疆国徽
蒙古国国徽

### 现存民主社会主义国家，非社会主义国家国徽列表（联合国会员国）

意大利国徽
孟加拉國國徽
几内亚比绍国徽
吉布提国徽
卢旺达国徽
馬達加斯加國徽
緬甸國徽

## 现存非联合国会员国以及属地社会主义样式国徽列表

德涅斯特河沿岸摩尔达维亚共和国国徽
卡拉卡尔帕克斯坦共和国国徽
加告兹自治区区徽
阿拉伯撒哈拉民主共和国国徽
巴什科尔托斯坦共和国国徽
缅甸德昂邦邦徽
缅甸第二特区（佤邦）邦徽
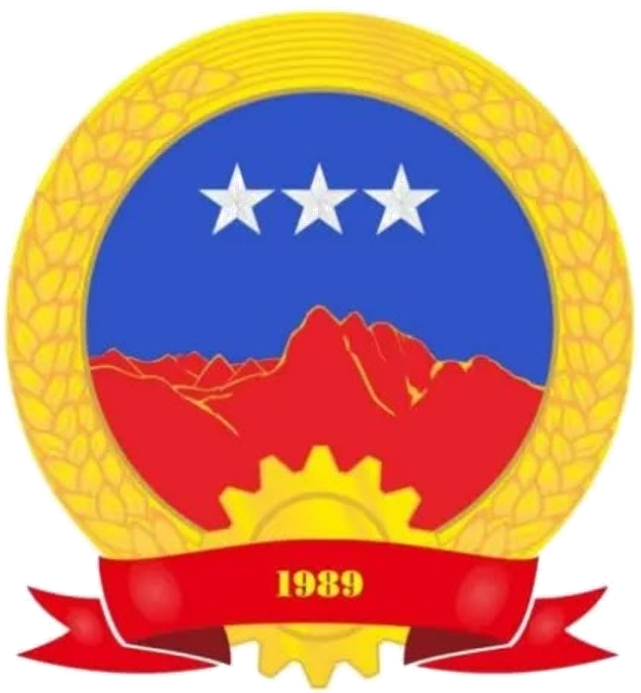
缅甸联邦第一特区区徽

## 历史上与苏联有关的社会主义国家国徽列表

### 加盟共和国

#### 蘇聯

苏联国徽
苏联国徽（印刷版本）
苏联国徽（1923－1936）
苏联国徽（1936－1946）
苏联国徽（1946－1956）
苏联国徽（1956-1991）
俄罗斯苏维埃联邦社会主义共和国国徽
俄罗斯苏维埃联邦社会主义共和国国徽（1956－1978）
俄罗斯苏维埃联邦社会主义共和国国徽（1920－1956）
苏维埃俄国（1918－1920）
俄罗斯联邦国徽（1992－1993）
亚美尼亚苏维埃社会主义共和国国徽
亚美尼亚苏维埃社会主义共和国国徽（1922）
阿塞拜疆苏维埃社会主义共和国国徽
阿塞拜疆苏维埃社会主义共和国国徽
阿塞拜疆苏维埃社会主义共和国国徽（1940－1978）
阿塞拜疆苏维埃社会主义共和国国徽（1937－1940）
阿塞拜疆苏维埃社会主义共和国国徽（1931－1937）
阿塞拜疆苏维埃社会主义共和国国徽（1931－1937）
阿塞拜疆苏维埃社会主义共和国国徽（1927－1931）
阿塞拜疆苏维埃社会主义共和国国徽（1921－1927）
白俄罗斯苏维埃社会主义共和国国徽（1919－1927）
白俄罗斯苏维埃社会主义共和国国徽（1927）
白俄罗斯苏维埃社会主义共和国国徽（1927－1937）
白俄罗斯苏维埃社会主义共和国国徽（1938－1949）
白俄罗斯苏维埃社会主义共和国国徽（1958－1981）
白俄罗斯苏维埃社会主义共和国国徽（1981－1991）
爱沙尼亚苏维埃社会主义共和国国徽
格鲁吉亚苏维埃社会主义共和国国徽
格鲁吉亚苏维埃社会主义共和国国徽（1937－1981）
格鲁吉亚苏维埃社会主义共和国国徽（1921－1937）
哈萨克苏维埃社会主义共和国国徽
哈萨克苏维埃社会主义共和国国徽（1927－1937）
哈萨克苏维埃社会主义共和国国徽（1936－1937）
哈萨克苏维埃社会主义共和国国徽（1937－1978)
吉尔吉斯苏维埃社会主义共和国国徽
吉尔吉斯苏维埃社会主义共和国国徽（1936）
拉脱维亚苏维埃社会主义共和国国徽（1918－1920）
拉脱维亚苏维埃社会主义共和国国徽
立陶宛苏维埃社会主义共和国国徽
摩尔达维亚苏维埃社会主义共和国国徽（1940－1941）
摩尔达维亚苏维埃社会主义共和国国徽（1941－1957）
摩尔达维亚苏维埃社会主义共和国国徽（1957－1981）
摩尔达维亚苏维埃社会主义共和国国徽（1981－1990）
塔吉克苏维埃社会主义共和国国徽（1924－1929）
塔吉克苏维埃社会主义共和国国徽（1929－1931）
塔吉克苏维埃社会主义共和国国徽（1931－1935）
塔吉克苏维埃社会主义共和国国徽（1936）
塔吉克苏维埃社会主义共和国国徽（1936－1937）
塔吉克苏维埃社会主义共和国国徽（1938－1940）
塔吉克苏维埃社会主义共和国国徽
土库曼苏维埃社会主义共和国国徽
土库曼苏维埃社会主义共和国国徽（1927－1937）
土库曼苏维埃社会主义共和国国徽（1926－1927）
乌克兰苏维埃社会主义共和国国徽（1918－1919）
乌克兰苏维埃社会主义共和国国徽（1919－1929）
乌克兰苏维埃社会主义共和国国徽
乌兹别克苏维埃社会主义共和国国徽
乌兹别克苏维埃社会主义共和国国徽（1929－1931）
乌兹别克苏维埃社会主义共和国国徽（1931－1937）
乌兹别克苏维埃社会主义共和国国徽（1937－1947）
卡累利阿-芬兰苏维埃社会主义共和国国徽
外高加索苏维埃联邦社会主义共和国国徽（1930－1936）
外高加索苏维埃联邦社会主义共和国国徽（1922－1923）
外高加索苏维埃联邦社会主义共和国国徽（1923－1934）
外高加索苏维埃联邦社会主义共和国国徽（1924－1930）
阿布哈兹社会主义苏维埃共和国（1928－1931）
阿布哈兹社会主义苏维埃共和国（1921－1925）
阿布哈兹社会主义苏维埃共和国（1921－1925）

### 自治共和国

阿布哈兹苏维埃社会主义自治共和国（1954－1978）
阿布哈兹苏维埃社会主义自治共和国（1978－1992）
克里米亚苏维埃社会主义自治共和国
克里米亚苏维埃社会主义自治共和国
卡累利阿苏维埃社会主义自治共和国
巴什基尔苏维埃社会主义自治共和国
布里亚特苏维埃社会主义自治共和国
楚瓦什苏维埃社会主义自治共和国
楚瓦什苏维埃社会主义自治共和国
阿扎尔苏维埃社会主义自治共和国
卡尔梅克苏维埃社会主义自治共和国
马里苏维埃社会主义自治共和国
科米苏维埃社会主义自治共和国
科米苏维埃社会主义自治共和国
北奥塞梯苏维埃社会主义自治共和国
北奥塞梯苏维埃社会主义自治共和国
图瓦苏维埃社会主义自治共和国
图瓦苏维埃社会主义自治共和国
雅库特苏维埃社会主义自治共和国
雅库特苏维埃社会主义自治共和国
雅库特苏维埃社会主义自治共和国
伏尔加德意志人苏维埃社会主义自治共和国
摩尔达维亚苏维埃社会主义自治共和国
摩尔达维亚苏维埃社会主义自治共和国
达吉斯坦苏维埃社会主义自治共和国
达吉斯坦苏维埃社会主义自治共和国
納希切萬蘇維埃社會主義自治共和國
乌德穆尔特苏维埃社会主义自治共和国
韃靼蘇維埃社會主義自治共和國
卡巴爾達-巴爾卡爾蘇維埃社會主義自治共和國
突厥斯坦苏维埃社会主义自治共和国
車臣-印古什蘇維埃社會主義自治共和國

### 其他共和国

阿塞拜疆人民政府
布哈拉苏维埃人民共和国
花剌子模人民苏维埃共和国（1922－1923）
花剌子模人民苏维埃共和国（1922－1923）
蘇聯民政廳
北朝鮮人民委員會
马哈巴德共和国

## 历史上与南斯拉夫联邦有关的社会主义国家国徽列表

### 南斯拉夫社会主义联邦共和国

民主联邦南斯拉夫国徽（1943-1946）
南斯拉夫联邦人民共和国国徽（1946-1963）
南斯拉夫社会主义联邦共和国国徽 （1963-1992）
南斯拉夫社会主义联邦共和国国徽（印刷版本）

### 南斯拉夫加盟社会主义共和国

塞尔维亚社会主义共和国（1943–1992）
黑山社会主义共和国（1963–1974）
黑山社会主义共和国
斯洛文尼亚社会主义共和国
马其顿人民共和国（1944-1946）
马其顿社会主义共和国（1946-1963）
马其顿社会主义共和国（1963-1992）
波斯尼亚和黑塞哥维那社会主义共和国
克罗地亚人民共和国（1945-1963）
克罗地亚社会主义共和国
克罗地亚社会主义共和国（1963－1990）

## 其他历史上社会主义国徽列表

捷克斯洛伐克社会主义共和国
捷克斯洛伐克社会主义共和国
阿尔巴尼亚社会主义人民共和国
罗马尼亚人民共和国（1948）
罗马尼亚人民共和国（1948－1952）
罗马尼亚人民共和国（1952－1965）
罗马尼亚社会主义共和国（1965－1989）
匈牙利人民共和国（1949－1956）
匈牙利人民共和国（1957－1990）
匈牙利人民共和国（1957－1990）
保加利亚人民共和国（1946－1948）
保加利亚人民共和国（1948）
保加利亚人民共和国（1948－1968）
保加利亚人民共和国（1968－1971）
保加利亚人民共和国（1971－1990）
保加利亚人民共和国（1990－1991）
德意志民主共和国国徽（1950–1953）
德意志民主共和国国徽（1953－1955）
德意志民主共和国国徽（1955－1990）
德意志民主共和国国徽（1955－1990）
德意志民主共和国国徽（1955－1990）
南也门人民共和国国徽（1967－1970）
也门民主人民共和国国徽（1970－1990）
刚果人民共和国
莫桑比克人民共和国（1975－1982）
莫桑比克人民共和国（1982－1990）
越南民主共和国国徽
越南南方共和国国徽
越南南方共和国国徽
塔吉克斯坦国徽（1992－1993）
塔吉克斯坦国徽（1992－1993）
土库曼斯坦国徽（1992－2000）
土库曼斯坦国徽（2000－2003）
蒙古人民共和国国徽（1940－1941）
蒙古人民共和国国徽（1941－1960）
蒙古人民共和国国徽（1960－1991）
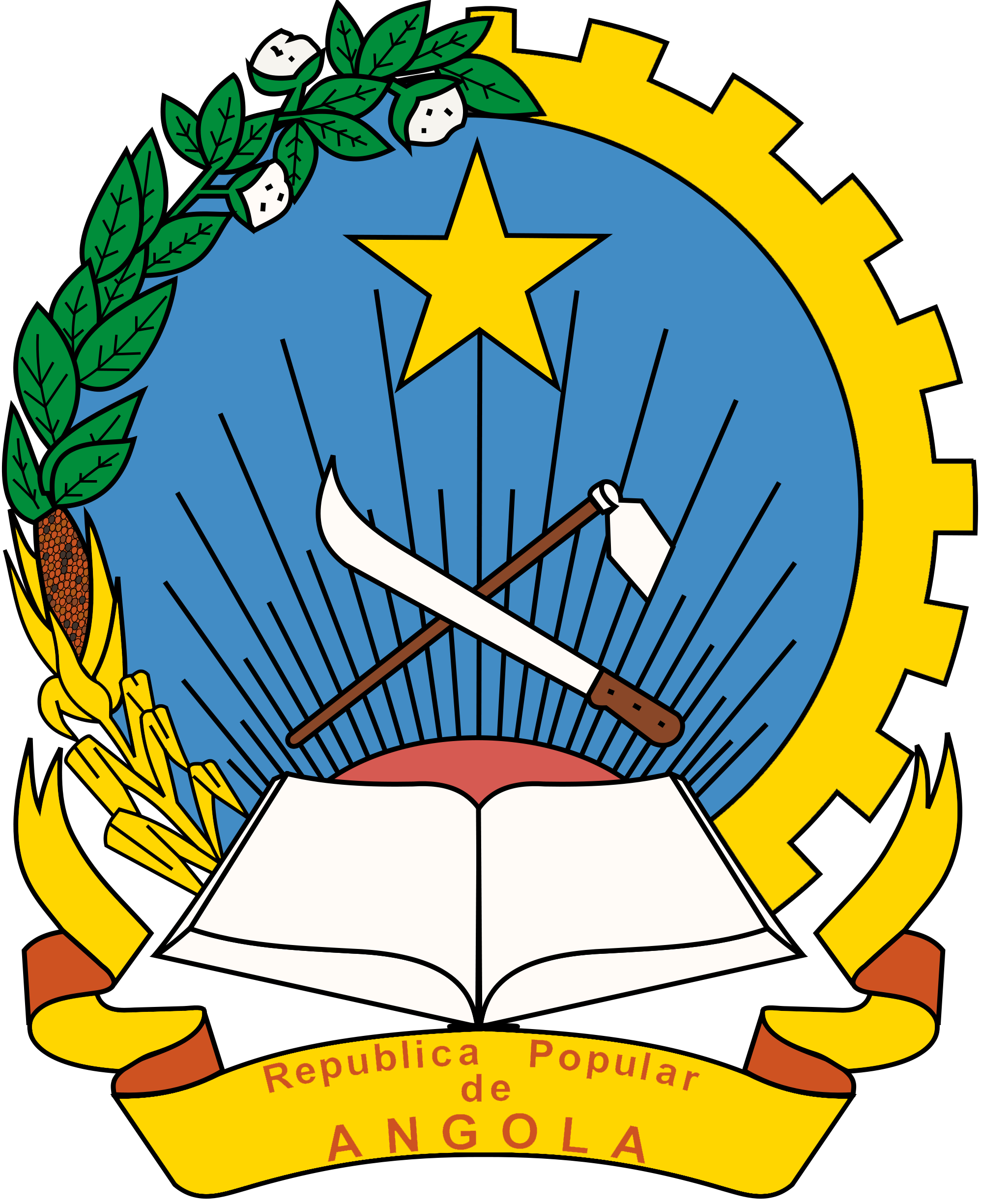
安哥拉人民共和国国徽
阿尔及利亚国徽（1971－1976）
北部和东部叙利亚自治行政区
奥地利国徽（1918）

## 其他历史上社会主义国家国徽列表

远东共和国国徽
老挝人民民主共和国国徽（1975－1991）
朝鲜民主主义人民共和国国徽（1948–1992）
阿富汗王国国徽（1928－1929）
阿富汗王国国徽（1931－1973）
阿富汗共和国国徽（1974－1978）
阿富汗民主共和国国徽（1978－1980）
阿富汗民主共和国国徽（1980－1987）
阿富汗共和国国徽（1987－1992）
阿富汗伊斯兰国国徽（1992－2002）
阿富汗伊斯兰国过渡政府国徽（2002－2004）
阿富汗伊斯兰共和国国徽（2004－2013）
图瓦人民共和国国徽(1926－1930)
图瓦人民共和国国徽(1930)
图瓦人民共和国国徽(1930-1933)
图瓦人民共和国国徽(1933-1939)
图瓦人民共和国国徽(1939-1941)
图瓦人民共和国国徽(1941-1943)
图瓦人民共和国国徽(1943-1944)
民主柬埔寨国徽（1975–1979）
柬埔寨人民共和国国徽（1979－1981）
柬埔寨人民共和国国徽（1981－1989）
柬埔寨国国徽（1989－1992）
马达加斯加国徽（1958－1975）
马达加斯加民主共和国国徽（1975－1992）
贝宁人民共和国國徽
社会主义埃塞俄比亚國徽（1974－1987）
埃塞俄比亚人民民主共和国國徽（1987－1991）
埃塞俄比亚过渡政府國徽（1991－1995）
卢甘斯克人民共和国国徽
缅甸联邦社会主义共和国国徽
缅甸国徽（1988－2011）
中华苏维埃共和国國徽
伊拉克國徽（1959－1965）
克鲁舍沃共和国國徽
内蒙古自治政府（1947－1949）
白俄罗斯国徽（1995－2012）
白俄罗斯国徽（2012－2020）
佛得角国徽（1975－1992）
布基纳法索国徽（1984－1991）
尼泊尔国徽（2008－2020）
几内亚比绍国徽（1973－1994）
波斯社会主义苏维埃共和国国徽
卢甘斯克人民共和国国徽
阿富汗伊斯兰共和国国徽

## 其他历史上国徽以外的社会主义纹章列表

色楞格省
戈壁阿爾泰省
科布多省
乌布苏省
布爾干省
莫斯科（历史上）
阿尔泰边疆区
莫尔多瓦共和国
巴什科尔托斯坦共和国
阿迪格共和国
汉特-曼西自治区
布良斯克州
马加丹州
卢甘斯克州
伏尔加格勒州
克麦罗沃州
切尔诺夫策州
基洛夫格勒州
比什凯克（历史上， 曾名伏龙芝）
哈尔科夫州
布拉格（1960）
布拉格（历史上）
列宁格勒（历史上）
布加勒斯特（历史上）
哈尔科夫州（历史上）
斯维尔德洛夫斯克（1973）
基辅（历史上）
布达佩斯（历史上）
杜尚别（1953－1991）
明斯克（历史上）
杜尚别（历史上）
塞瓦斯托波尔
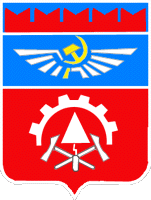
多莫傑多沃（1972）
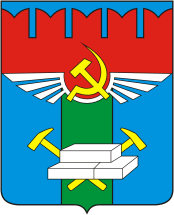
多莫傑多沃（1985）
瑙吉考尼饒（历史上）
琼格拉德（历史上）
佩奇（历史上）
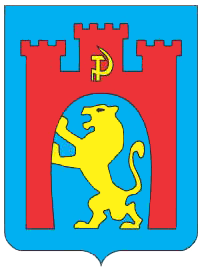
利沃夫（历史上）
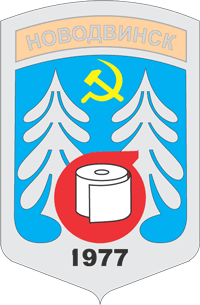
新德文斯克（历史上）
捷爾任斯克

## 社会主义国家及以外的地方行政区的社会主义纹章列表

旧邑郡郡徽
香港特别行政区区徽
澳门特别行政区区徽
新义州特别行政区区徽
格拉玛省省徽
缅甸德昂邦邦徽
缅甸第二特区（佤邦）邦徽
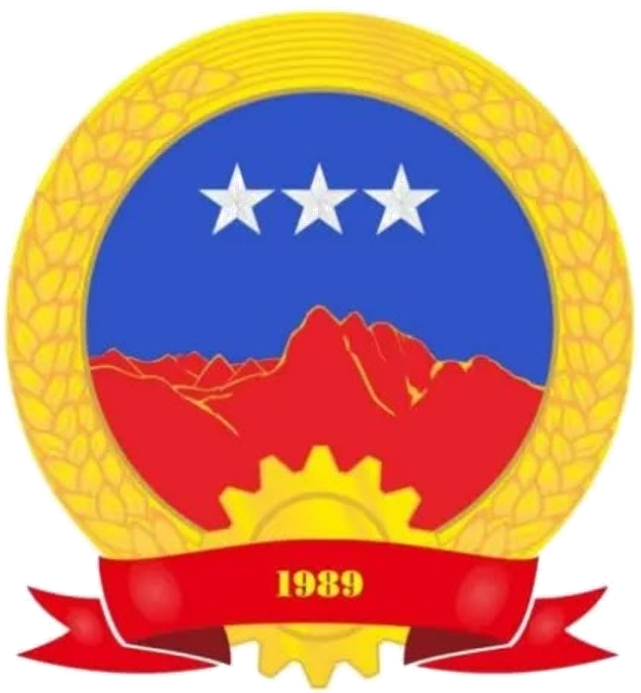
缅甸联邦第一特区区徽
外涅斯特里亞省省徽
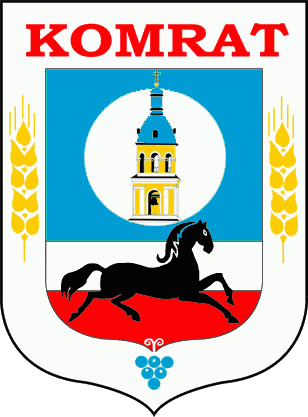
科姆拉特市徽
日惹市徽
米纳斯吉拉斯州州徽
伊若村（英语：Izsófalva）徽章

## 其他国徽以外的社会主义纹章列表

### 政黨使用的社會主義紋章

苏联共产党党员徽章 (领针)
中国共产党党徽（黄色版）
中国共产党党徽（红色版）
中國共產黨黨徽（印刷版）
中国共产党党徽（1996年前，紅色版）
中国共产党党徽（1996年前，黃色版）
老挝人民革命党党徽（黄色版）
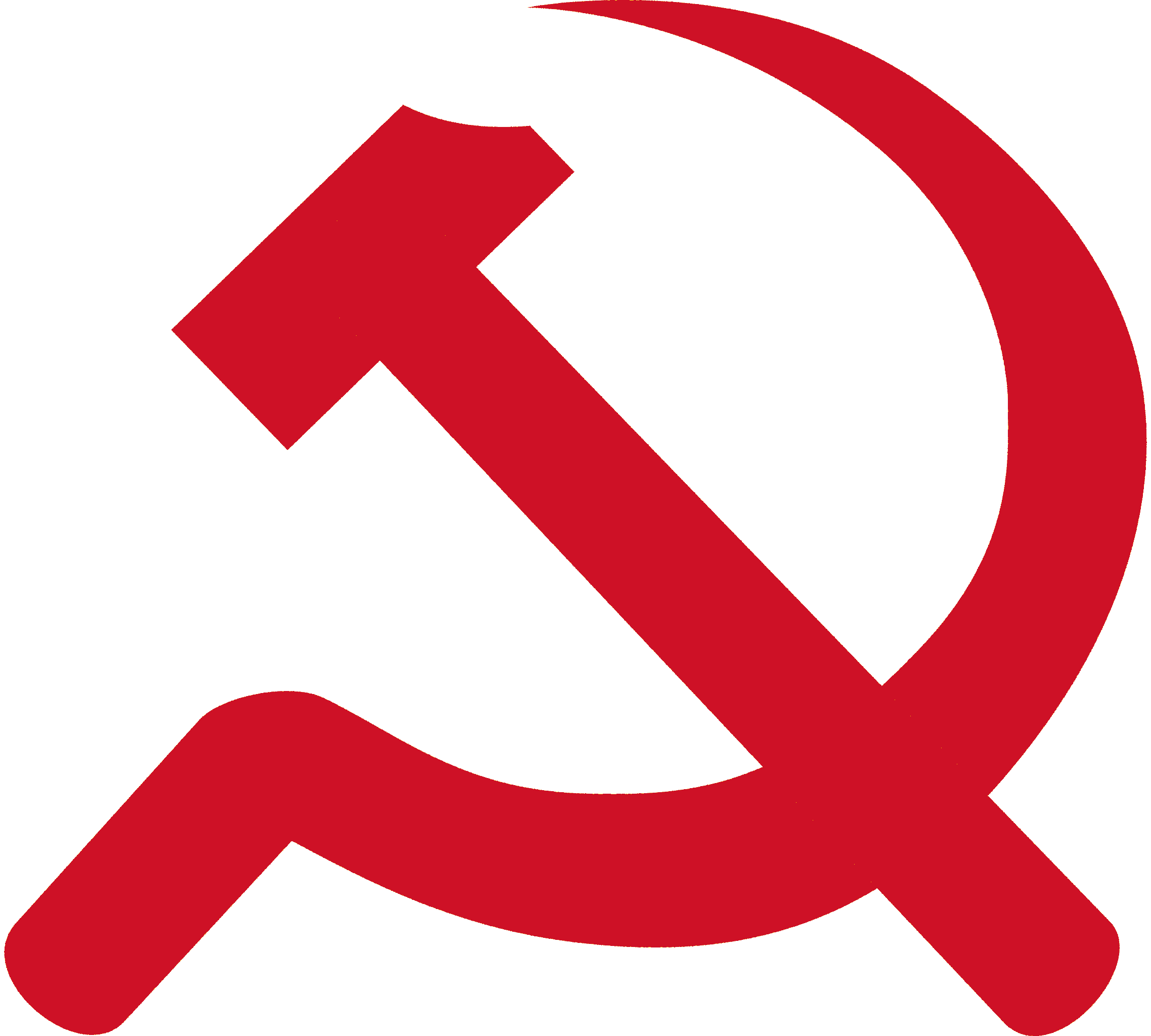
老挝人民革命党党徽（红色版）
越南共产党党徽（黄色版）
越南共产党党徽（红色版）
越南共产党党徽
朝鮮勞動黨黨徽（黄色版）
朝鮮勞動黨黨徽（红色版）
朝鮮勞動黨黨員徽章
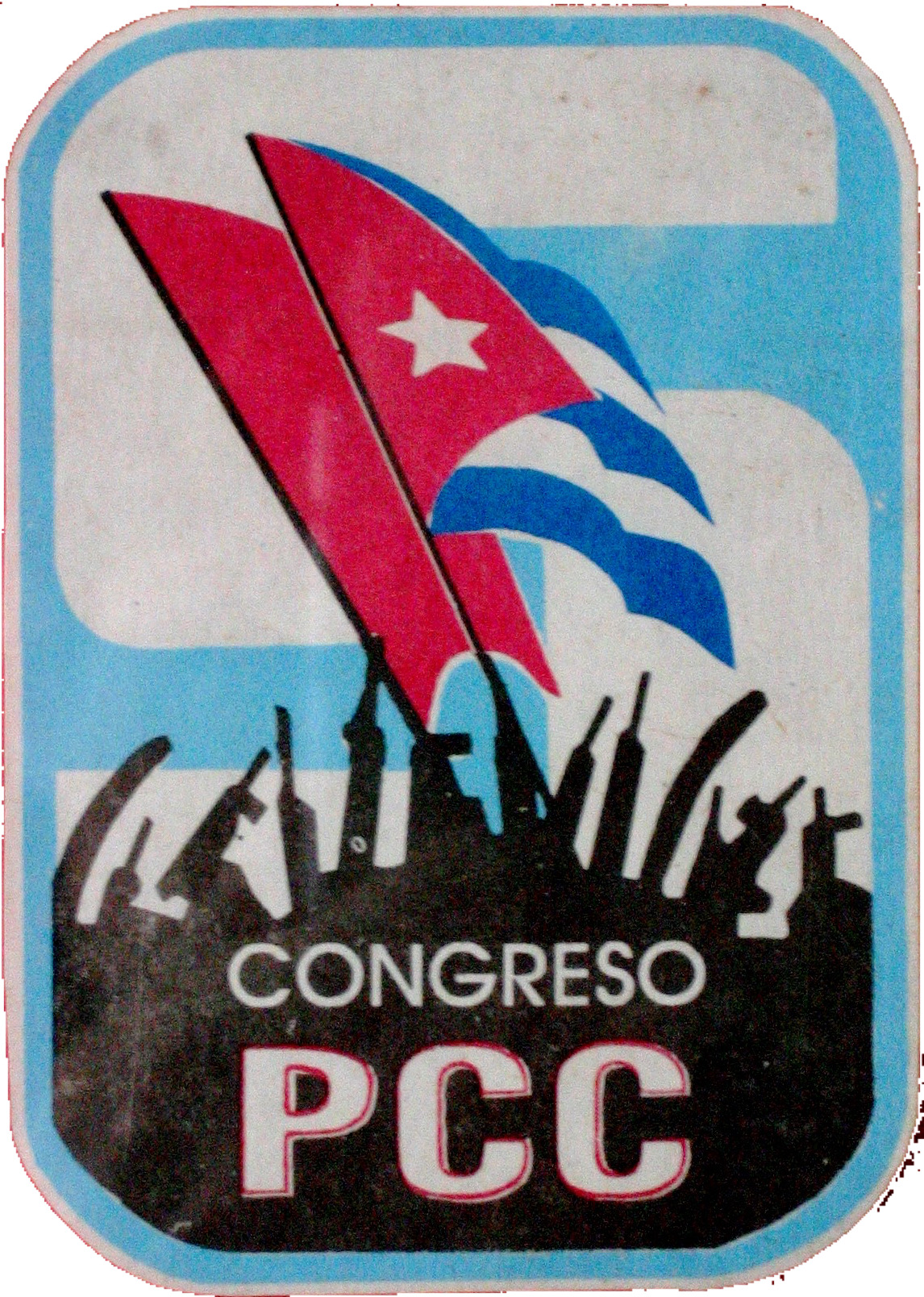
古巴共产党第五屆全國代表大會會徽
刚果劳动党党徽
索马里革命社会主义党党徽
提格雷人民解放阵线党徽
埃塞俄比亚人民革命党党徽（1975－1990）
埃塞俄比亚人民革命党党徽
德国共产党黨徽
德国统一社会党党徽
共产党 (瑞典)党徽
俄罗斯联邦共产党党徽
俄罗斯共产党人党徽
顿涅茨克人民共和国共产党党徽
墨西哥共产党党徽
智利共产党党徽
印度尼西亚共产党党徽
塔吉克斯坦共产党党徽
保加利亚共产党党徽
匈牙利劳动人民党党徽
美国共产党党徽
美国共产党党徽（历史上）
罗马尼亚共产党党徽
捷克斯洛伐克共产党党徽
南非共产党党徽
阿根廷共产党党徽
共产主义人民党党徽
共产党联盟－苏联共产党党徽
突尼斯共产党党徽
澳大利亚共产党党徽
斯洛伐克共产党党徽
爱尔兰共产党党徽
匈牙利共产党党徽（历史上）
匈牙利共产党党徽
匈牙利共产党党徽
埃及共产党党徽
葡萄牙共产党党徽
印度共产党（毛主义）选举标志
意大利重建共产党政党标志
意大利共产党政党标志
意大利共产党 (1921年)政党标志
意大利共产党 (2016年)政党标志
无产阶级团结党政党标志
哥伦比亚共产党党徽
秘鲁共产党党徽
秘鲁共产党（马列）党徽
秘鲁共产党（光辉道路）党徽
西班牙共产党党徽
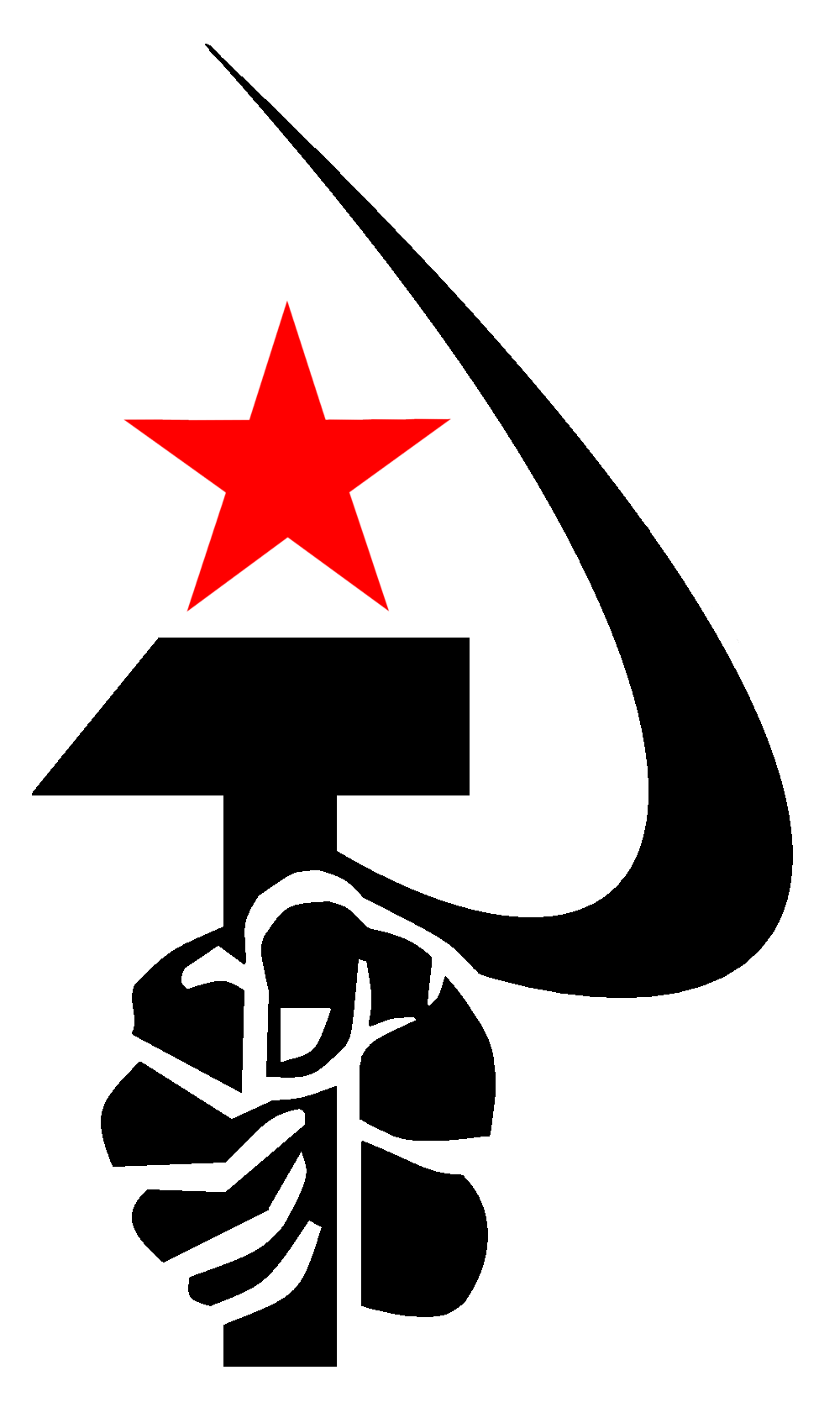
西班牙共产党（重组）党徽
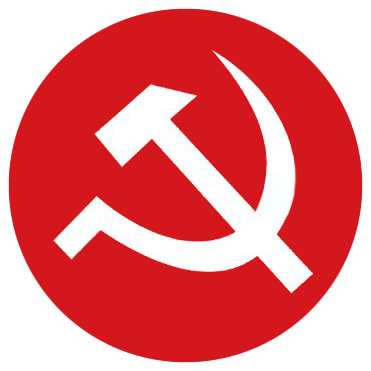
尼泊尔共产党（毛主义中心）政党标志
尼泊尔共产党（毛主义中心）选举标志
尼泊尔共产党（联合马列）政党标志
尼泊尔共产党（马克思主义） (2006年)选举标志
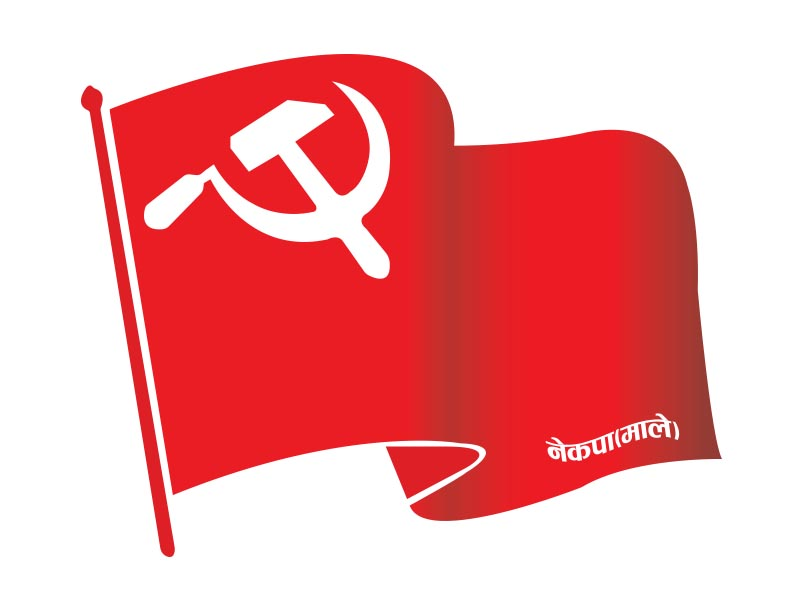
尼泊尔共产党（马列） (2002年)政党标志
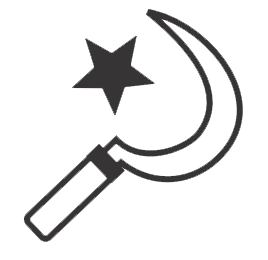
尼泊尔共产党（马列） (2002年)选举标志
尼泊尔共产党（革命毛主义）选举标志
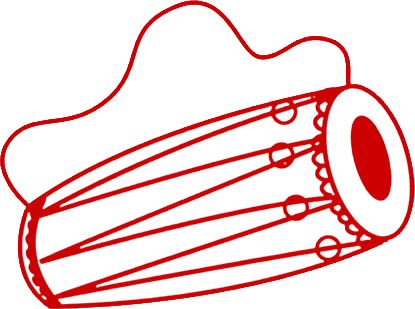
尼泊尔工农党选举标志
阿富汗人民民主党党徽
南斯拉夫共产主义者联盟
葡萄牙共产党党徽
不丹共产党（马列毛）党徽
比利时共产党 (2018年)政党标志
人民社会党 (古巴)党徽
摩爾多瓦共和國共產黨人黨黨徽
北朝鮮勞動黨黨徽
莫桑比克解放阵线党政党标志
柬埔寨共产党党徽
丹麦共产党党徽
厄瓜多尔马列主义共产党党徽
叙利亚共产党党徽
日本共產黨黨徽
厄瓜多尔共产党政党标志
希腊共产党政党标志
俄罗斯毛主义党政党标志
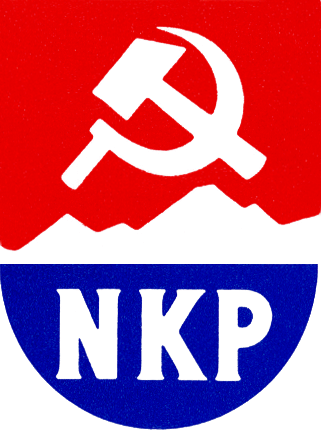
挪威共产党党徽
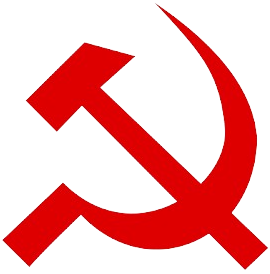
印度共产党政党标志
印度共產黨選舉標誌
印度共产党（马克思主义）政党标志
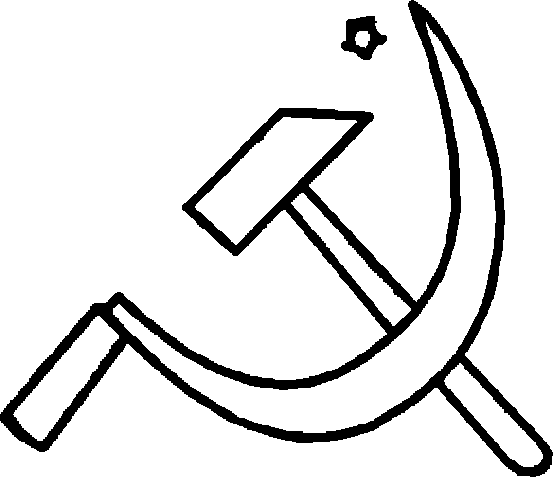
印度共产党（马克思主义）选举标志
大不列颠共产党（马列）党徽
美国革命共产党党徽
哥倫比亞共產黨－毛主義（英语：Colombian Communist Party – Maoist）政黨標誌
也門社會黨黨徽
委内瑞拉共产党政党标志
共产党（非常代表大会）政党标志
革命共产党 (阿根廷)政党标志
卢森堡共产党政党标志
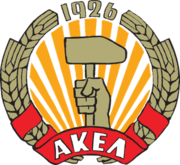
勞動人民進步黨黨徽
尼泊尔共产党党徽
尼泊爾共產黨 (2018年)政黨標誌
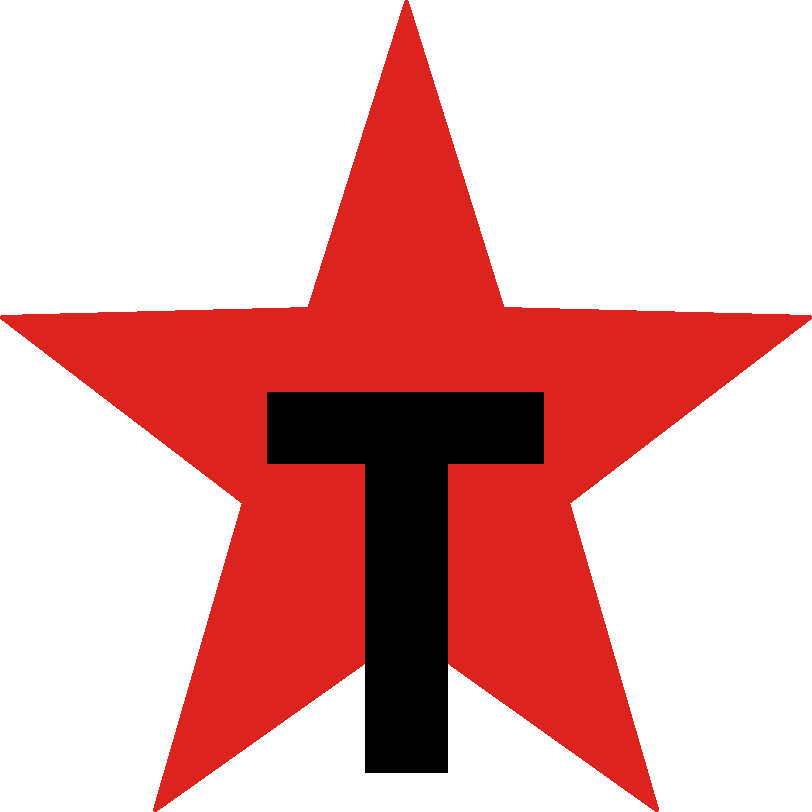
实现有组织革命行动运动统一倾向黨徽
哥伦比亚共产党政党标志
智利共产党（无产阶级行动）政党标志
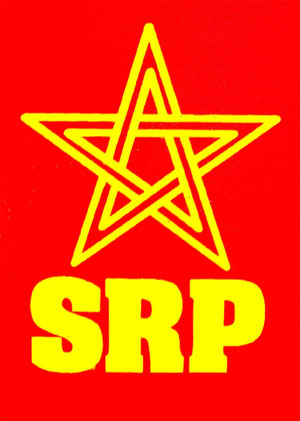
克罗地亚社会主义工人党政党标志
德国的共产党政党标志
德国马列主义党政党标志
希腊共产党（马列）政党标志
匈牙利工人党政党标志
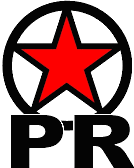
劳动党 (塞尔维亚)政党标志
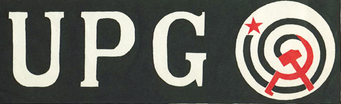
加利西亚人民联盟政党标志
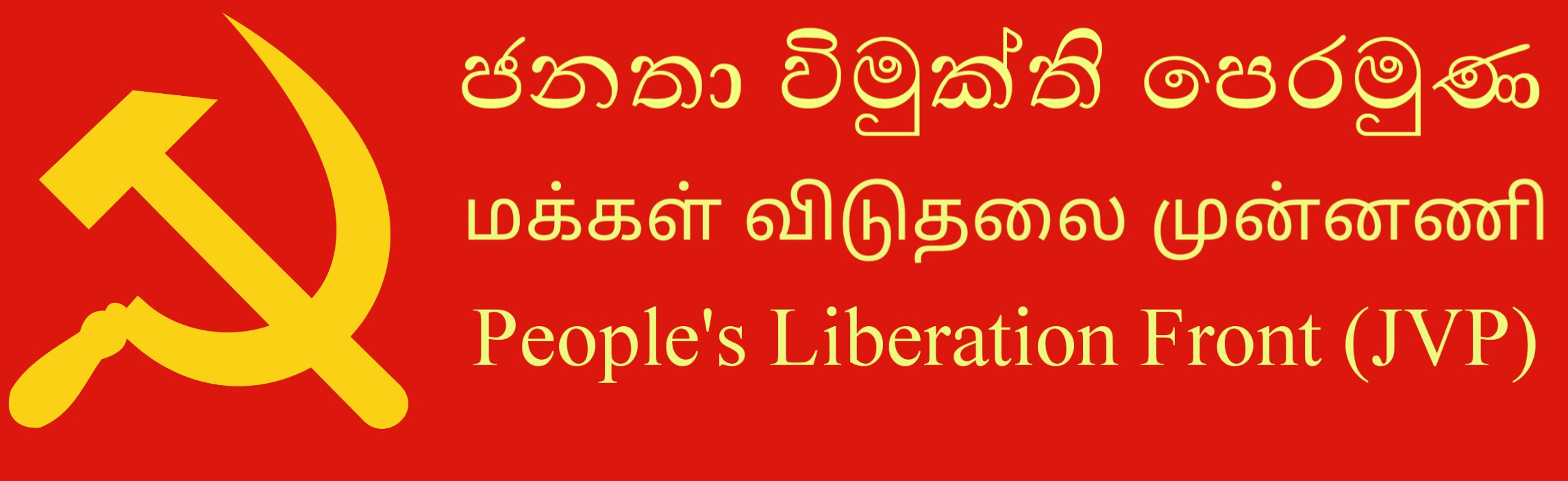
人民解放阵线 (斯里兰卡)政党标志
阿根廷革命共產黨政黨標誌
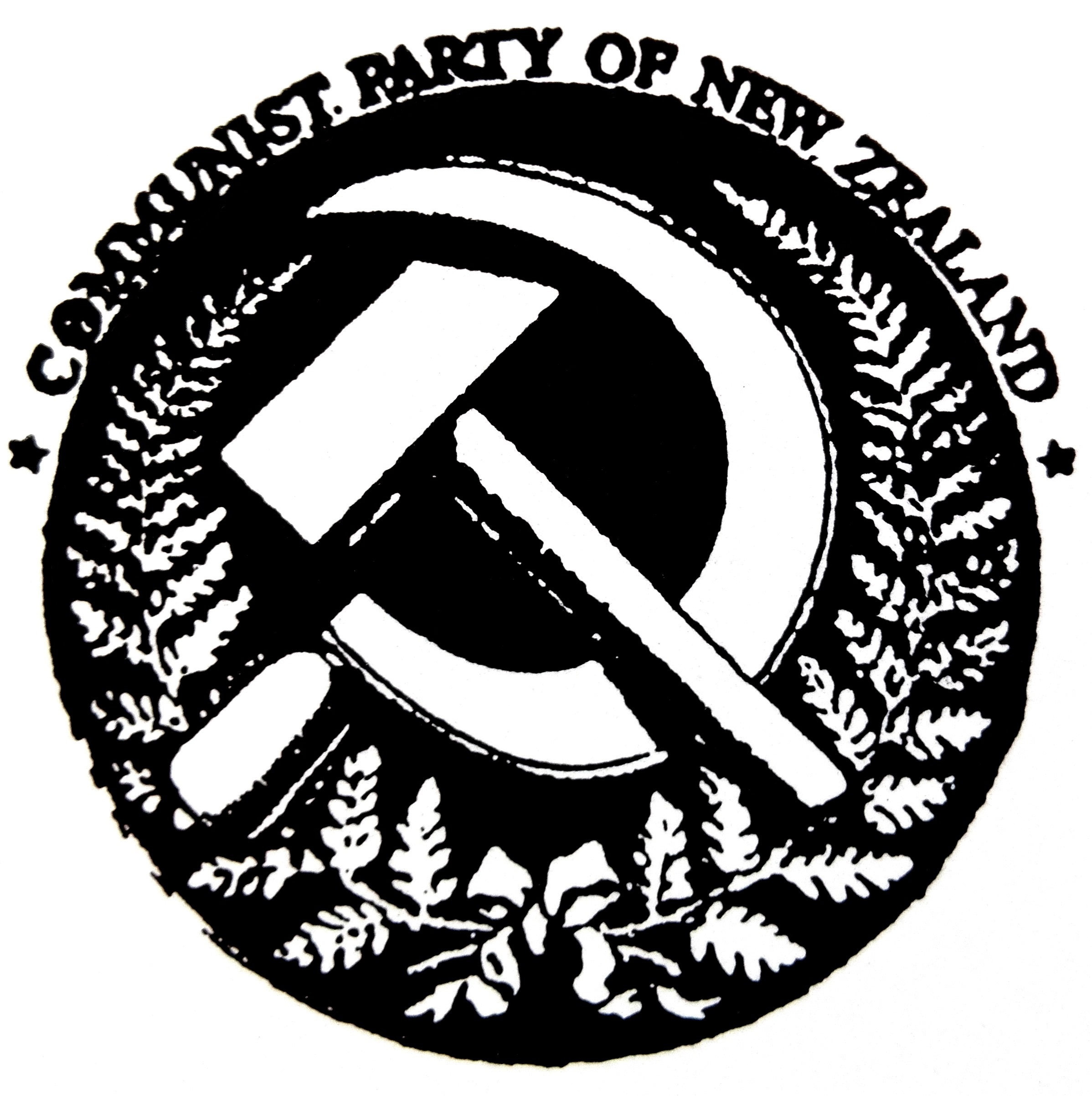
新西兰共产党党徽
法国共产党党徽
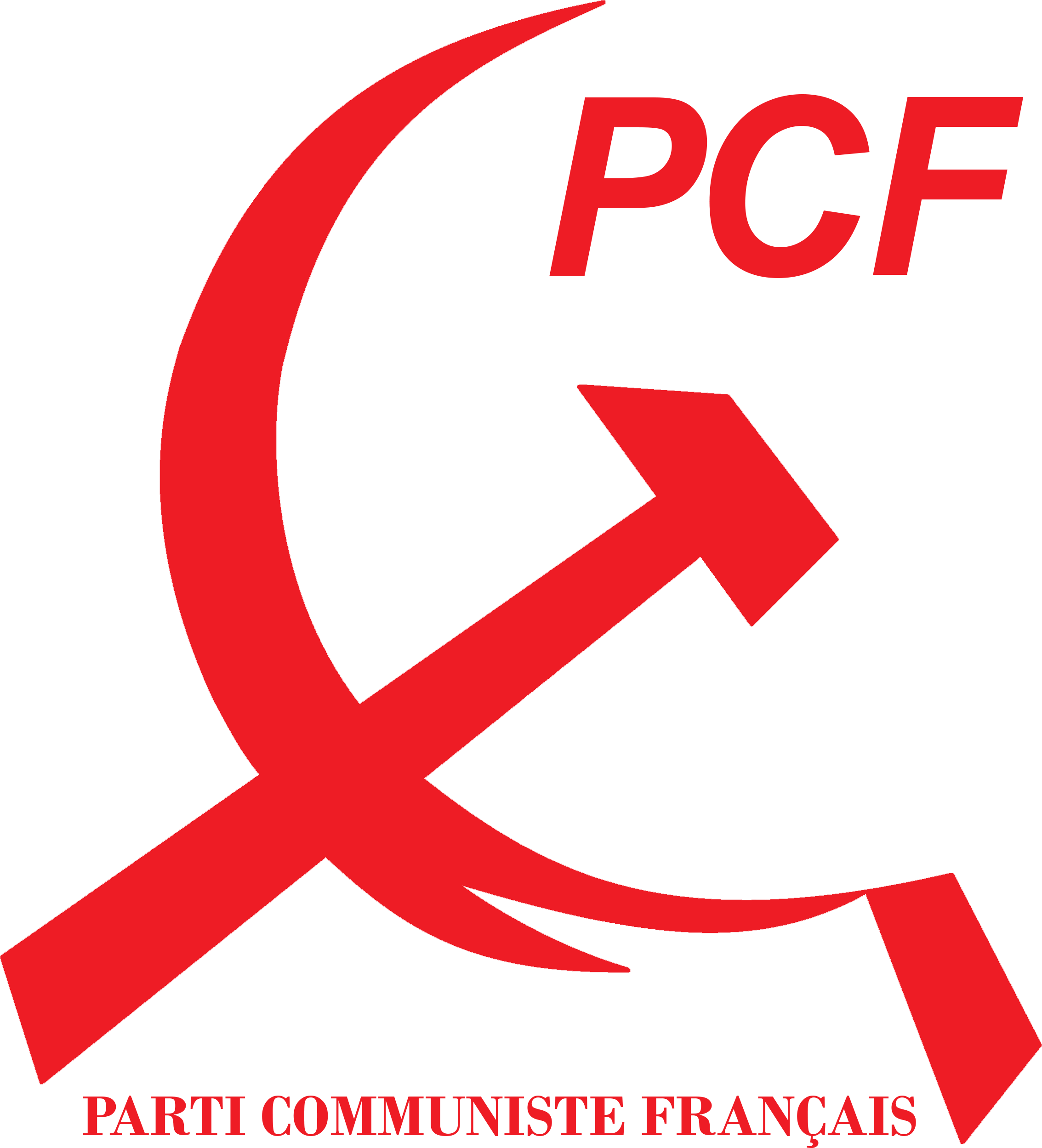
法國共產黨黨徽（歷史上）
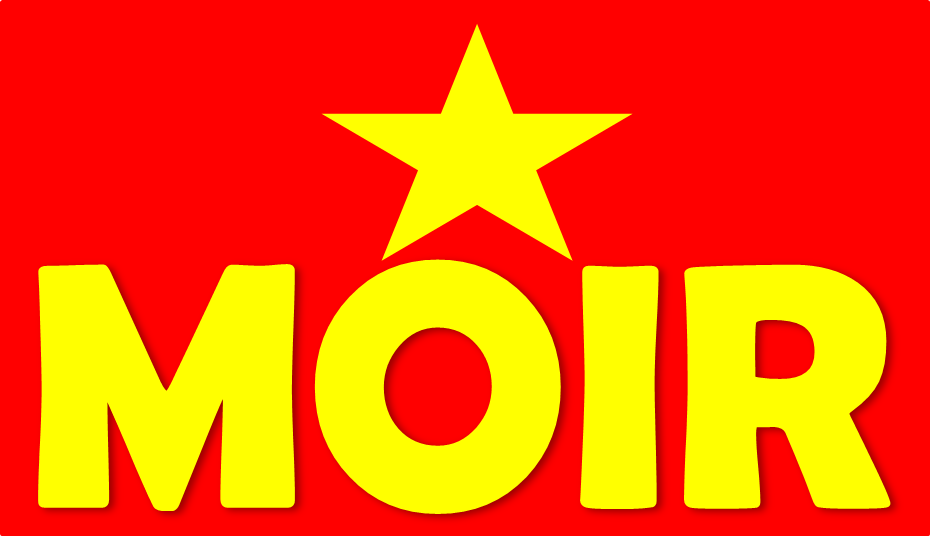
独立革命工人运动政党标志
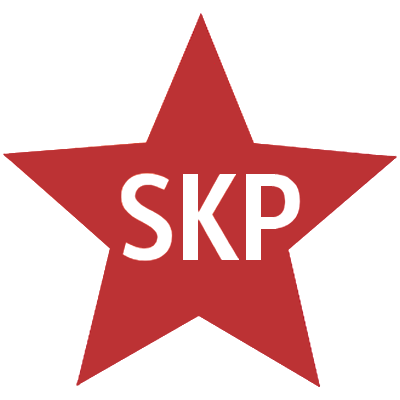
芬蘭共產黨 (1994年)黨徽
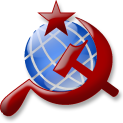
印度共產主義起義黨政黨標誌
共產黨 (意大利)政黨標誌
西班牙共產主義統一政黨標誌
馬列主義共產黨 (土耳其)政黨標誌
土耳其共產黨/馬列黨徽
毛主義共產黨 (土耳其)黨徽
争取社会主义和解放党政党标志
聖馬力諾重建共產黨黨徽
巴西共產黨政黨標誌
紅黨 (挪威)政黨標誌
勞動黨 (臺灣)黨徽
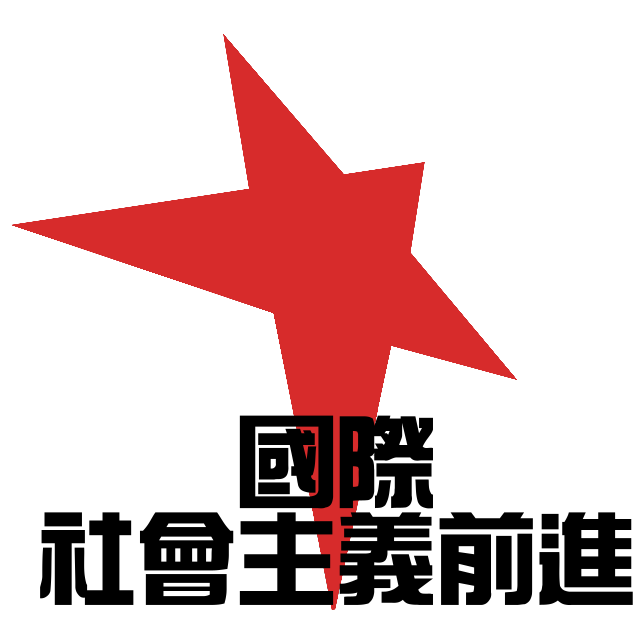
國際社會主義前進政黨標誌
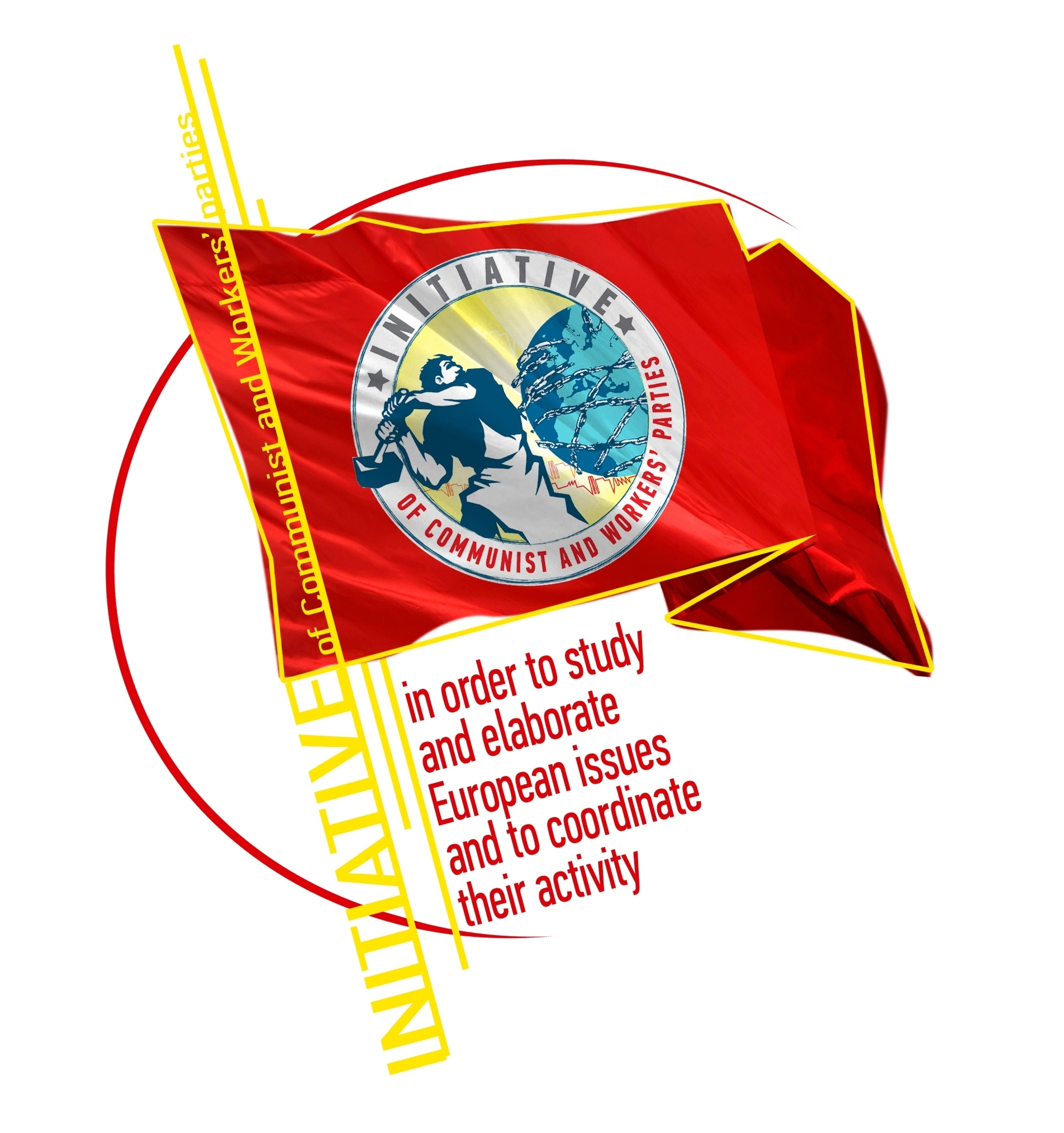
共产党和工人党倡议政党标志
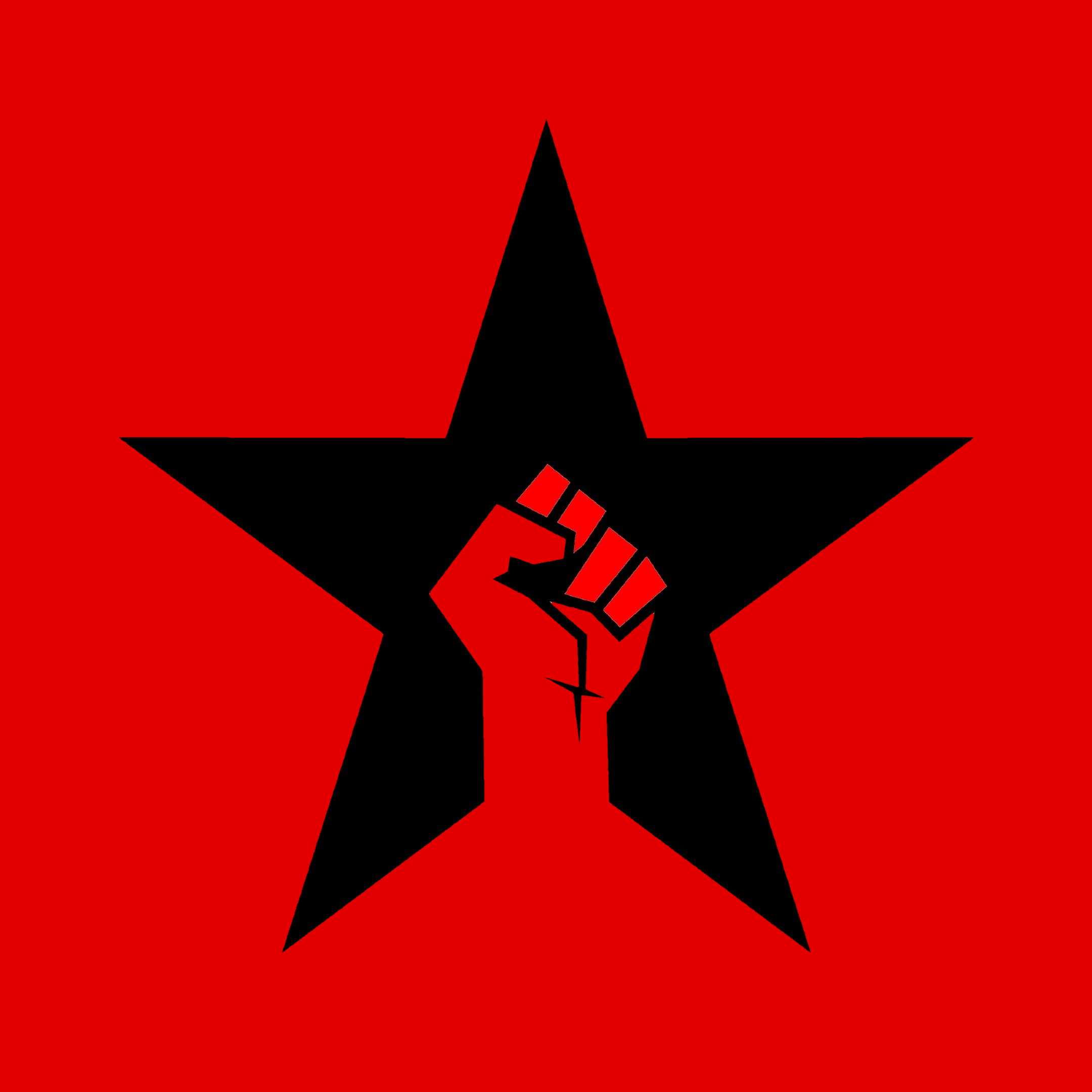
革命工人党 (俄罗斯)政党标志
民主联盟党 (叙利亚)党徽
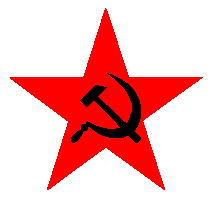
黎巴嫩共产主义行动组织党徽
匈牙利社会主义工人党党徽
孟加拉国工人党党徽
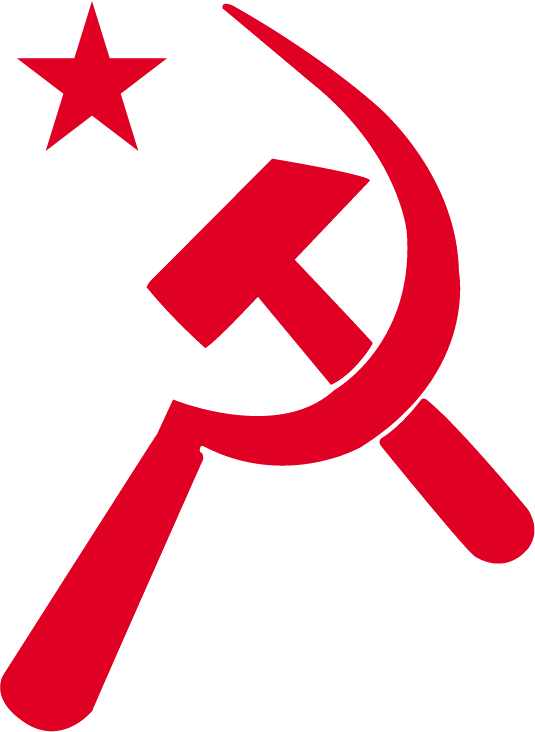
孟加拉国社会党党徽
贝宁共产党党徽
革命共产党 (巴西)政党标志
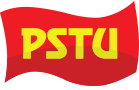
统一工人社会党 (巴西)政党标志
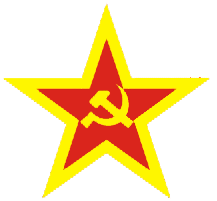
哥伦比亚共产党（马列）政党标志
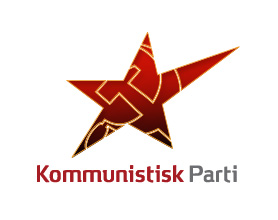
共产党 (丹麦)政党标志
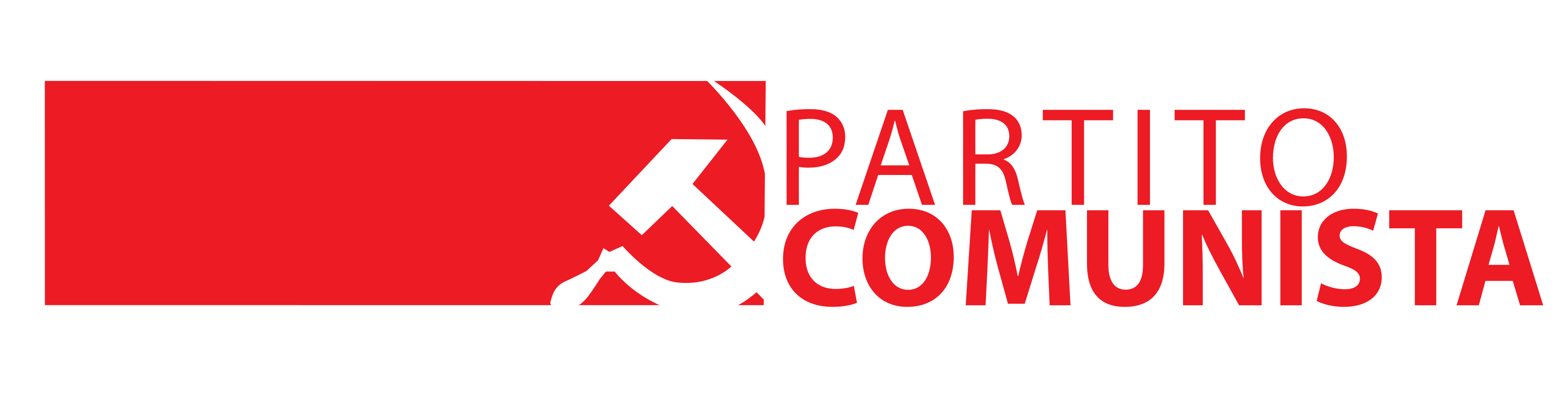
共产党 (瑞士)政党标志
科特迪瓦革命共产党政党标志
共產主義工人黨 (丹麥)（英语：Communist Workers Party (Denmark)）政黨標誌
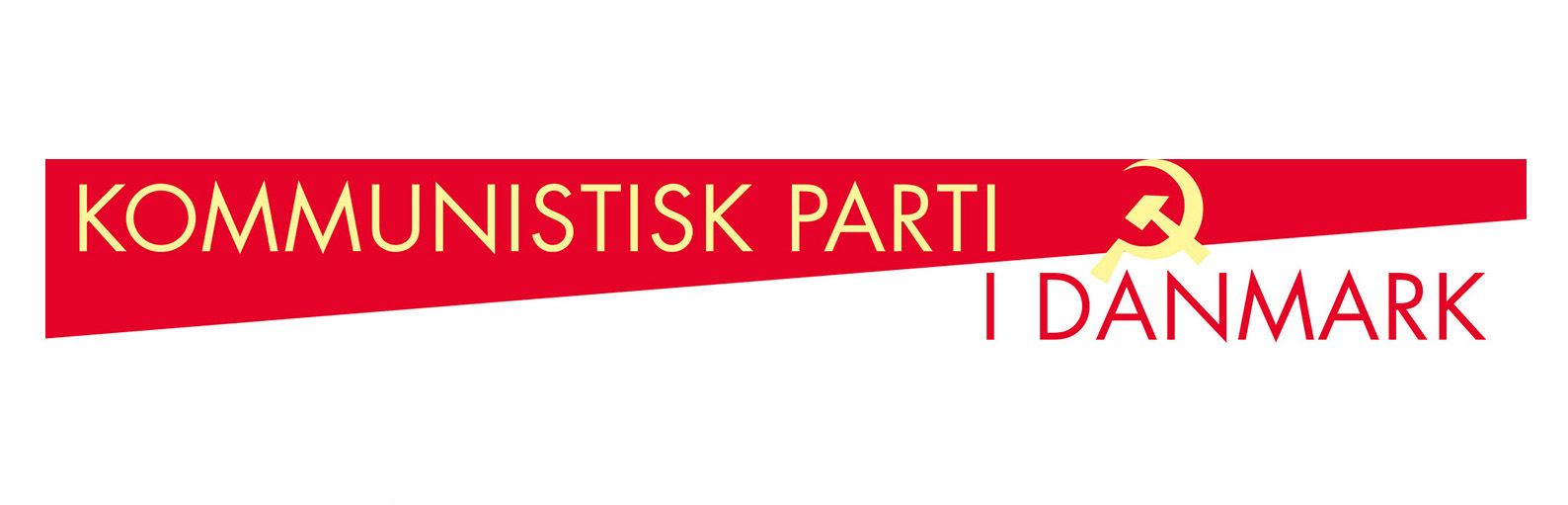
丹麦国内共产党政党标志
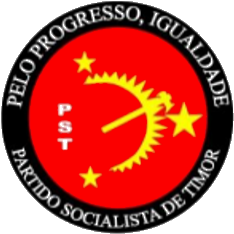
帝汶社会党政黨標誌
厄瓜多尔共产党－红太阳政党标志
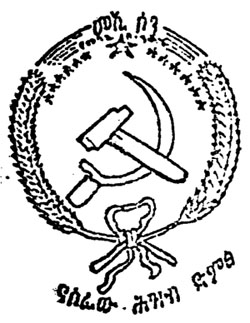
全埃塞俄比亚社会主义运动党徽
乌拉圭革命共产党党徽
不列颠新共产党政党标志
土耳其革命共产党政党标志
劳动党 (土耳其)政党标志
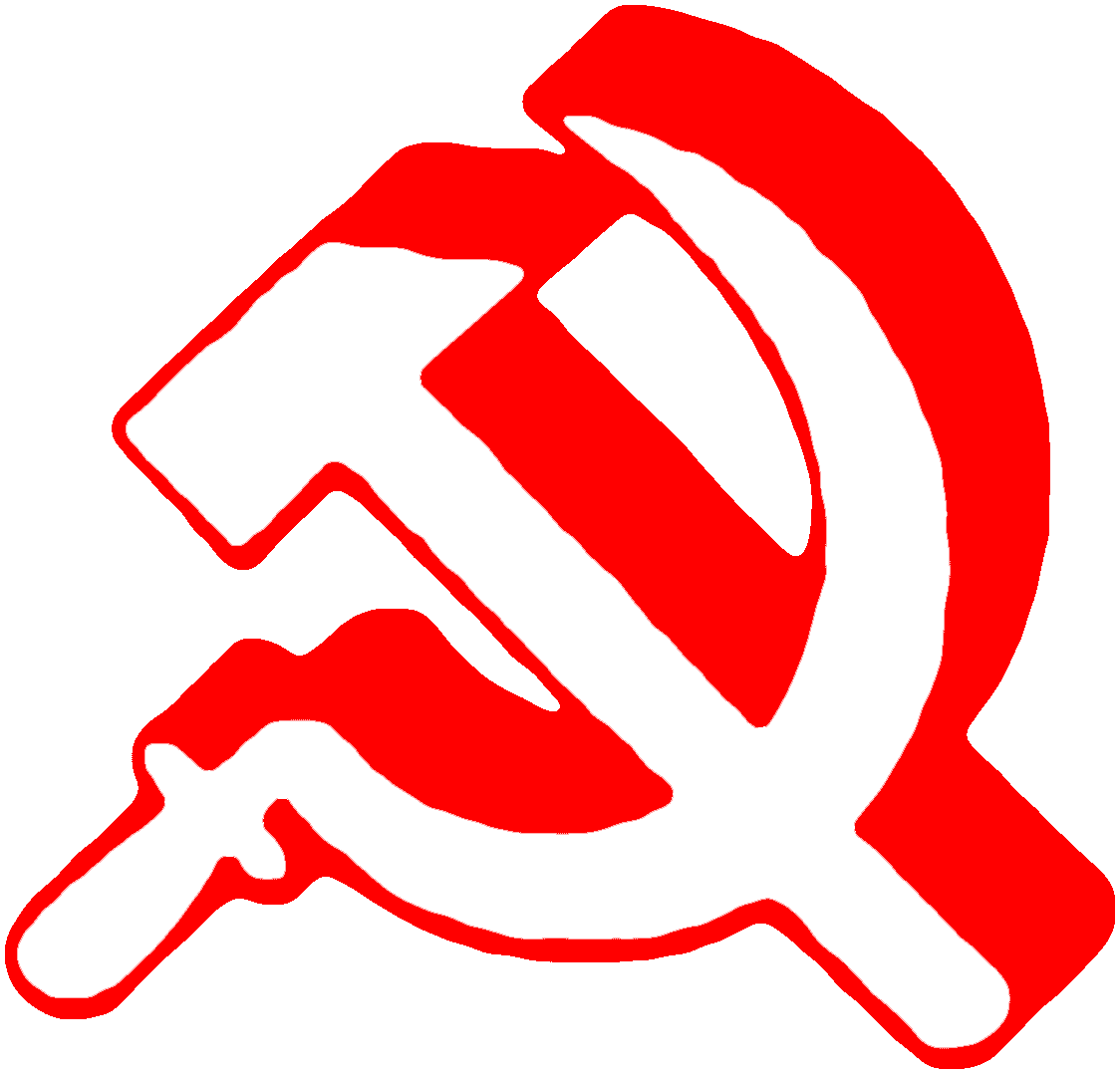
共产主义劳动党党徽
马列主义政党和组织国际会议 (团结和斗争)政党标志
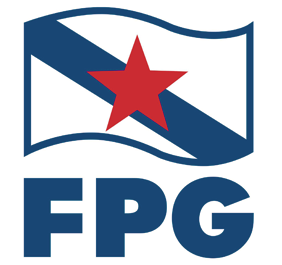
加利西亚人民阵线政党标志
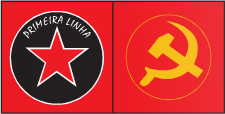
第一線政黨標誌
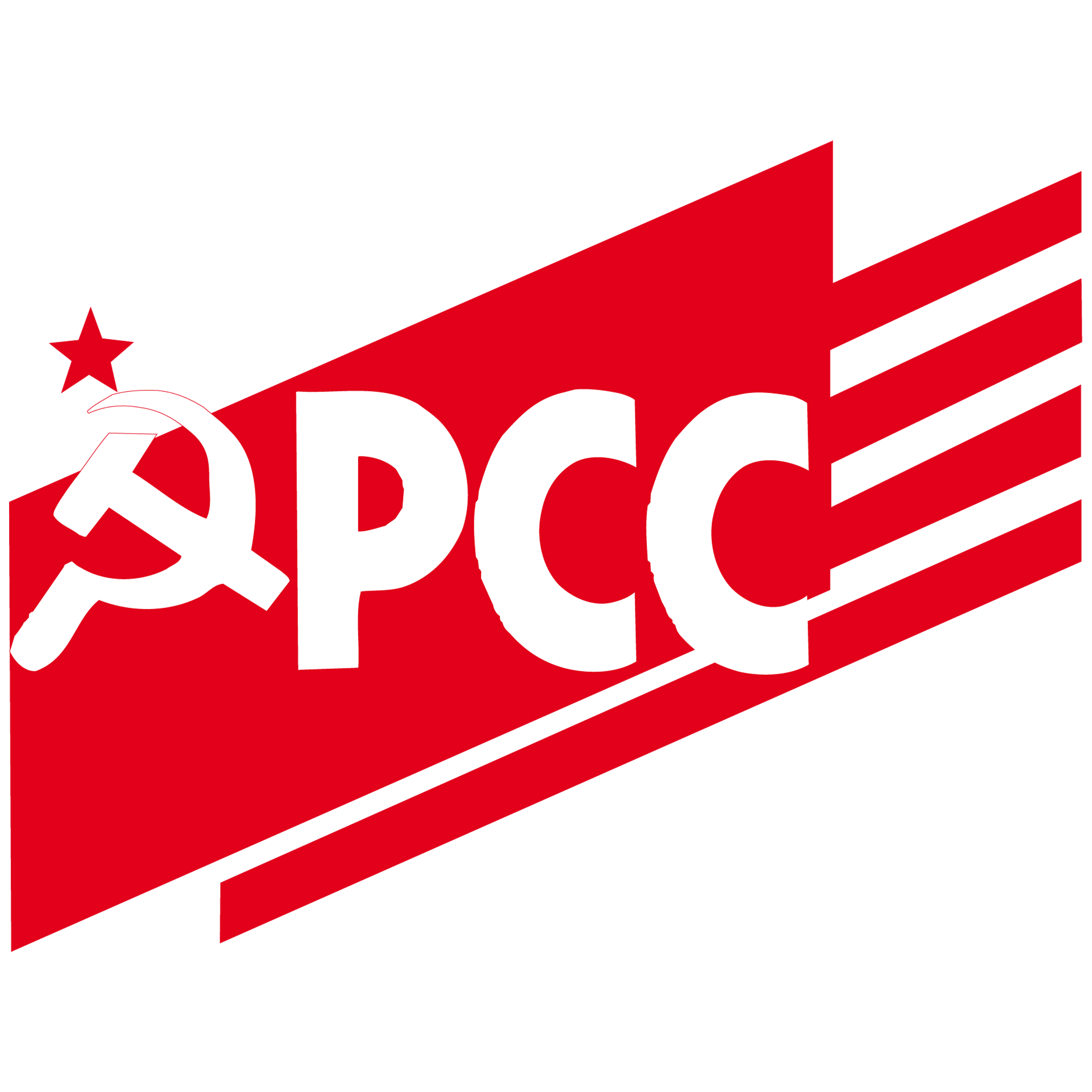
加泰罗尼亚共产党人党政黨標誌
加泰罗尼亚统一社会党政黨標誌
加泰羅尼亞人民共產黨政黨標誌
西班牙人民共产党政党标志
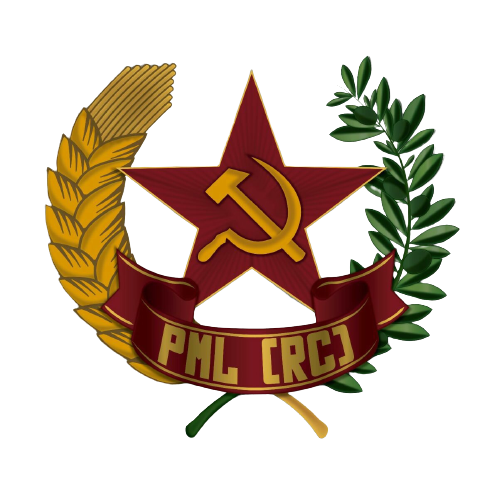
马列主义党（共产主义重建）政黨標誌
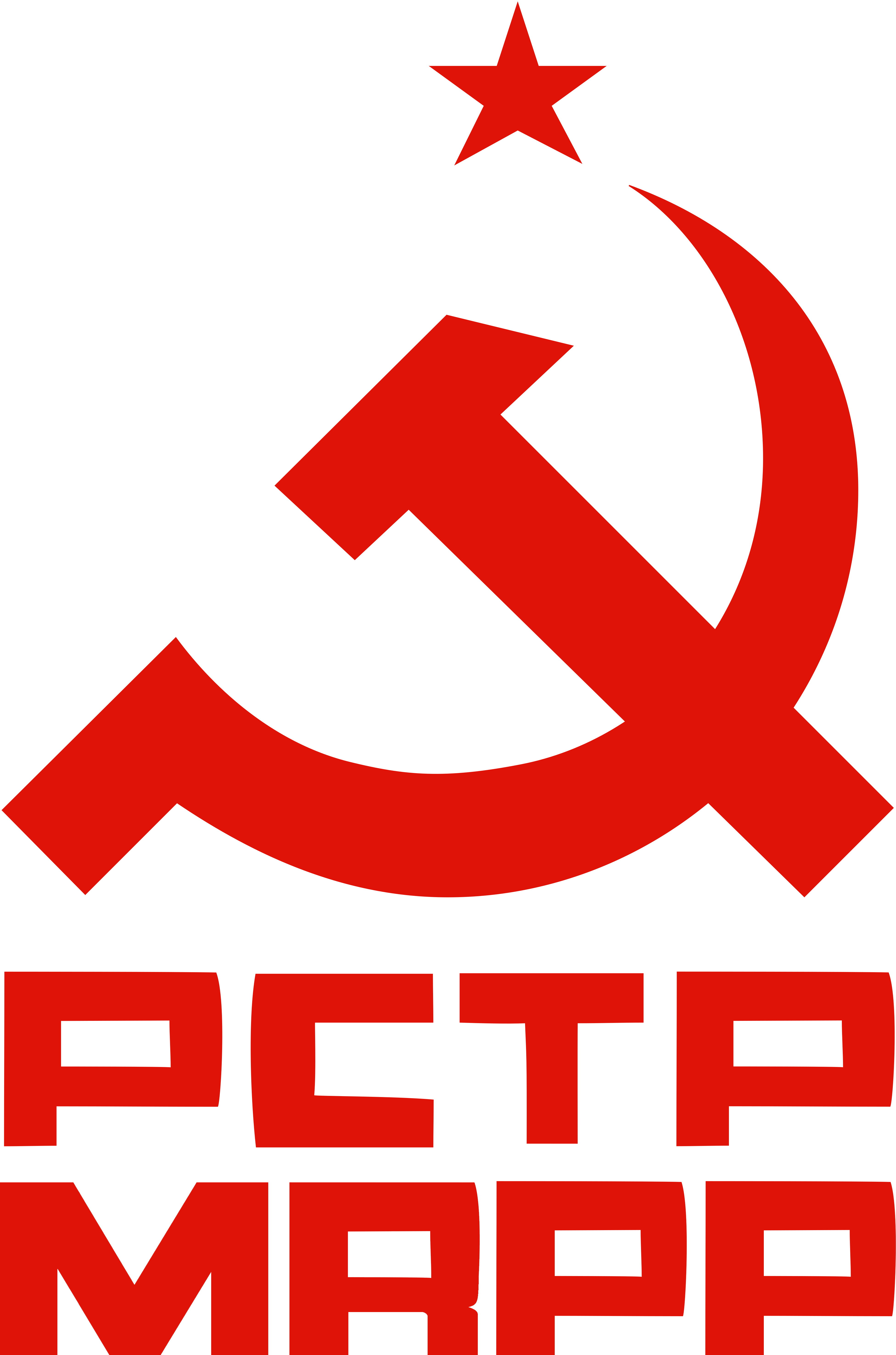
葡萄牙工人共产党/无产阶级党重组运动党徽
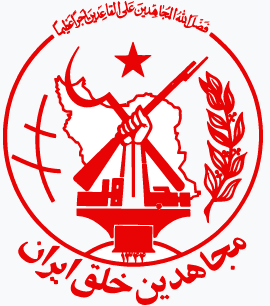
伊朗人民聖戰者組織政黨標誌
穩定香港協會会徽
社会主义和自由党 (巴西)政党标志
阿富汗人民伊斯兰统一党（英语：People's Islamic Unity Party of Afghanistan）党徽

### 軍隊使用的社會主義紋章

苏联红军军徽
苏联武装力量军徽
苏联空军国籍标志
俄罗斯空军国籍标志（1991－2010）
俄罗斯空军国籍标志
白俄罗斯空军国籍标志
塔吉克斯坦空军国籍标志
老挝人民军軍徽
老挝人民军空军国籍标志
蒙古人民军軍徽
蒙古国陆军军徽
朝鮮人民軍軍徽
朝鲜人民军军徽（1948）
朝鮮人民軍帽徽
朝鮮人民軍陸軍軍徽
朝鮮人民軍海軍軍徽
朝鲜人民军航空与反航空军军徽
朝鲜人民军航空与反航空军国籍标志
工農赤衛軍軍徽
朝鲜元帅徽章
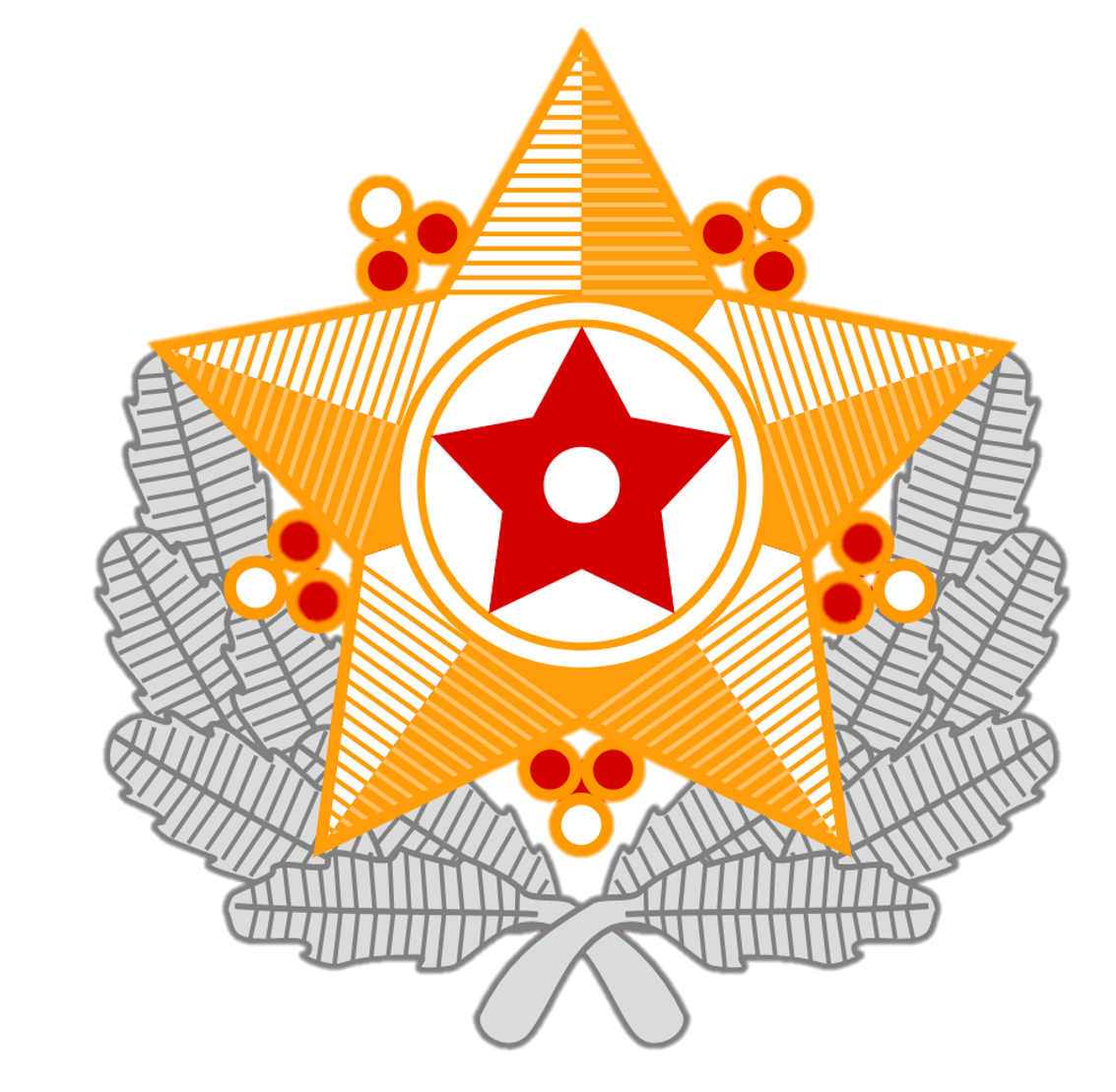
朝鲜民主主义人民共和国武装力量最高司令官徽章
韓國光復軍軍徽
哈萨克斯坦共和国武装力量军徽
哈萨克斯坦空军军徽
哈薩克斯坦空軍国籍标志
莫桑比克国籍标志
阿富汗民主共和國空军国籍标志（1979–1983）
阿富汗民主共和國空军国籍标志（1983–1992）
阿爾巴尼亞人民军空军国籍标志（1946－1958）
阿爾巴尼亞人民军空军国籍标志（1960－1992）
阿爾巴尼亞人民军空军国籍标志（1960－1992）
蒙古人民军空军国籍标志（1949－1992）
柬埔寨人民革命武装力量（1979－1989）
柬埔寨人民武装力量（1989－1993）
民主柬埔寨空军国籍标志（1975年）
柬埔寨人民共和国空军国籍标志（1979－1989）
埃塞俄比亚空军国籍标志
埃塞俄比亚空军国籍标志
罗马尼亚社会主义共和国空军国籍标志
莫桑比克人民共和国空军国籍标志
白俄罗斯空軍軍徽
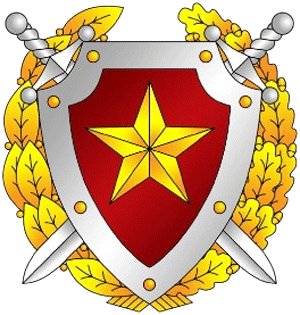
白俄羅斯內務部隊（英语：Internal Troops of Belarus）徽章
南斯拉夫人民军軍徽（1951－1991）
南斯拉夫人民军边防军军徽
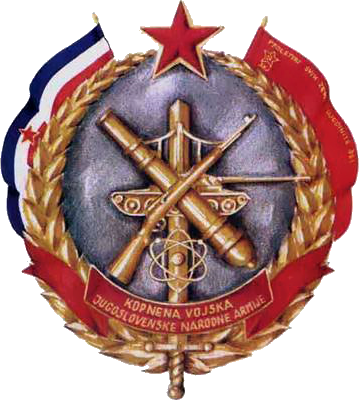
南斯拉夫人民軍陸軍（英语：Yugoslav Ground Forces）軍徽
南斯拉夫人民军海军（英语：Yugoslav Navy）军徽
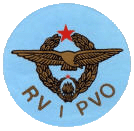
南斯拉夫人民军空军（英语：Yugoslav Air Force）軍徽
南斯拉夫人民军空军（英语：Yugoslav Air Force）国籍标志
民主联邦南斯拉夫空军国籍标志
民主联邦南斯拉夫空军国籍标志
民主联邦南斯拉夫空军国籍标志
中国人民解放军军徽
中国人民解放军帽徽
中國人民解放軍海軍軍徽
中國人民解放軍火箭軍軍徽
中国人民解放军战略支援部队标志
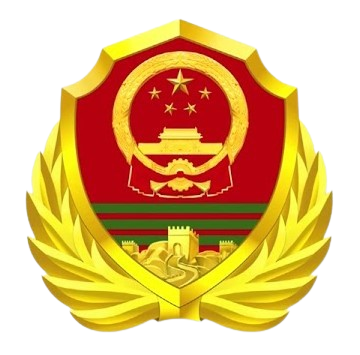
中国人民武装警察部队徽
中国人民武装警察部队帽徽（历史上）
中国人民武装警察部队帽徽
中华人民共和国人民警察警徽
中华人民共和国人民警察警徽
中国人民解放军预备役部队帽徽
中国人民解放军东北航校机徽（1947－1949）
东北航校教练机及西安空军军官校机徽（1945－1949）
中國人民解放军机徽（1945－1949）
国家国防动员委员会标志
中國人民解放軍空軍國籍標誌
中國人民解放軍空軍國籍標誌（低能見度）
中国人民武装警察部队海警总队队徽
国家综合性消防救援队伍标志
国家综合性消防救援队伍队徽
中国公安边防海警部队标志
香港政府飛行服務隊徽章
匈牙利人民共和国工人民兵
匈牙利人民共和国空军国籍标志（1949－1951）
匈牙利人民共和国空军国籍标志（1951－1990）
匈牙利苏维埃共和国空军国籍标志
匈牙利空军国籍标志
匈牙利空军国籍标志
东德人民军军徽
东德人民军陆军军徽
东德人民海军軍徽
东德人民警察警徽
东德人民警察警徽
東德人民警察機動部隊（德语：Volkspolizei-Bereitschaft）隊徽
东德人民军空军军徽
东德边防军军徽
東德民防部隊（德语：Zivilverteidigung der DDR）徽章
越南人民军军徽
越南人民軍帽徽
越南人民军海军军徽
越南人民军空军军徽
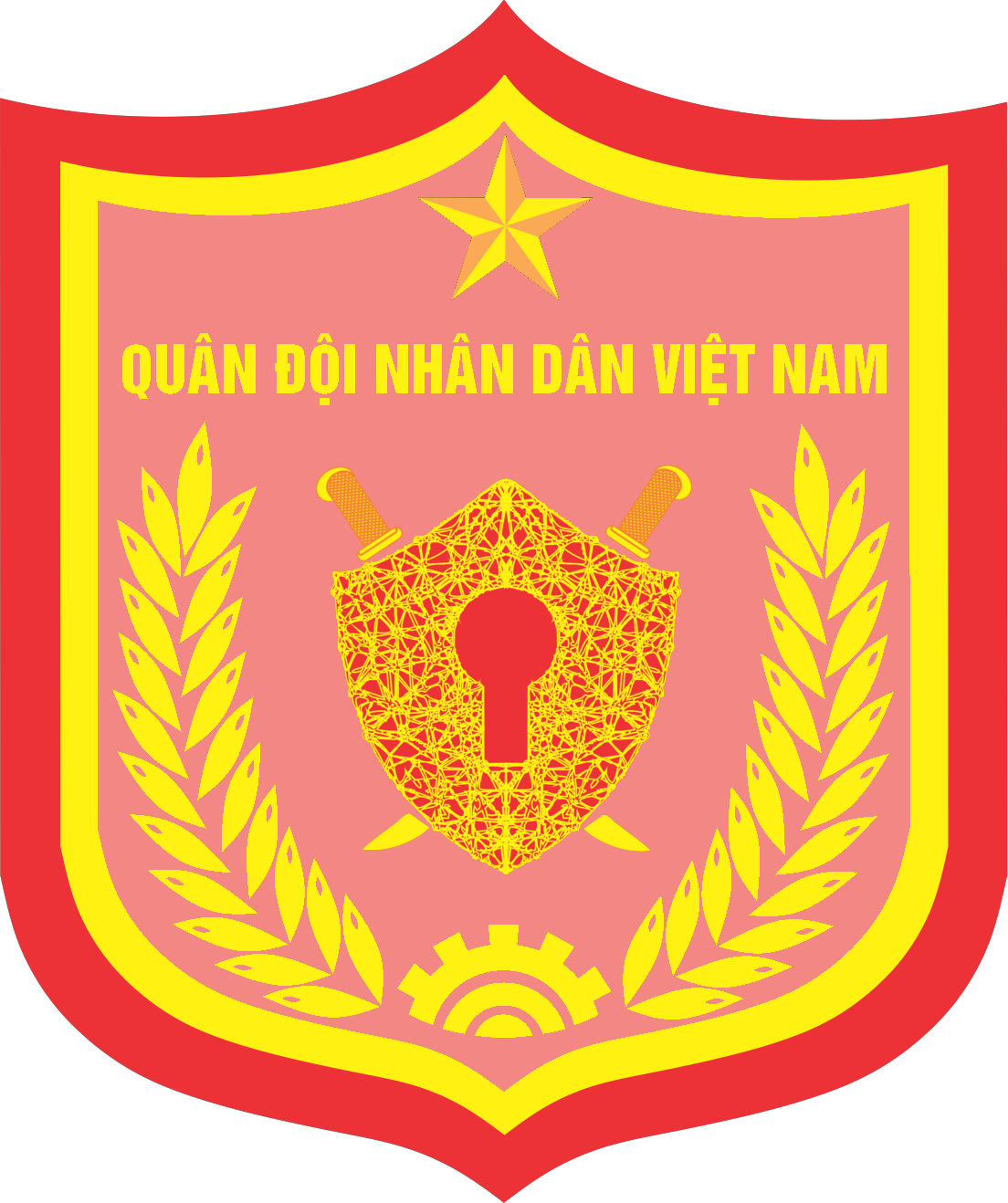
网络空间作战司令部部徽
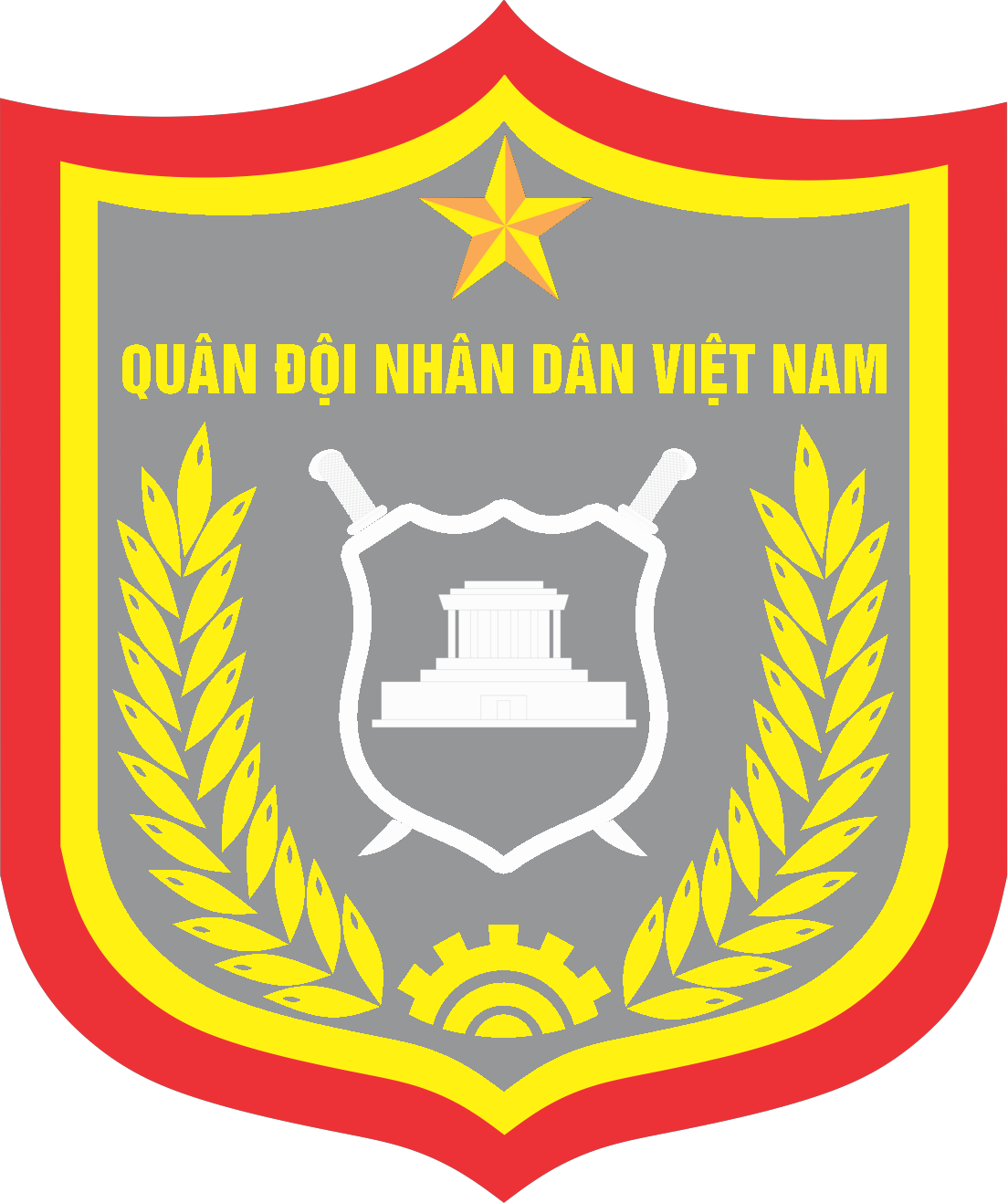
胡志明陵墓保衛司令部部徽
越南人民军空军国籍标志
越南人民军空军国籍标志（历史上）
越南民主共和国空军国籍标志
越南人民军武装力量部徽
越南自卫民兵徽章
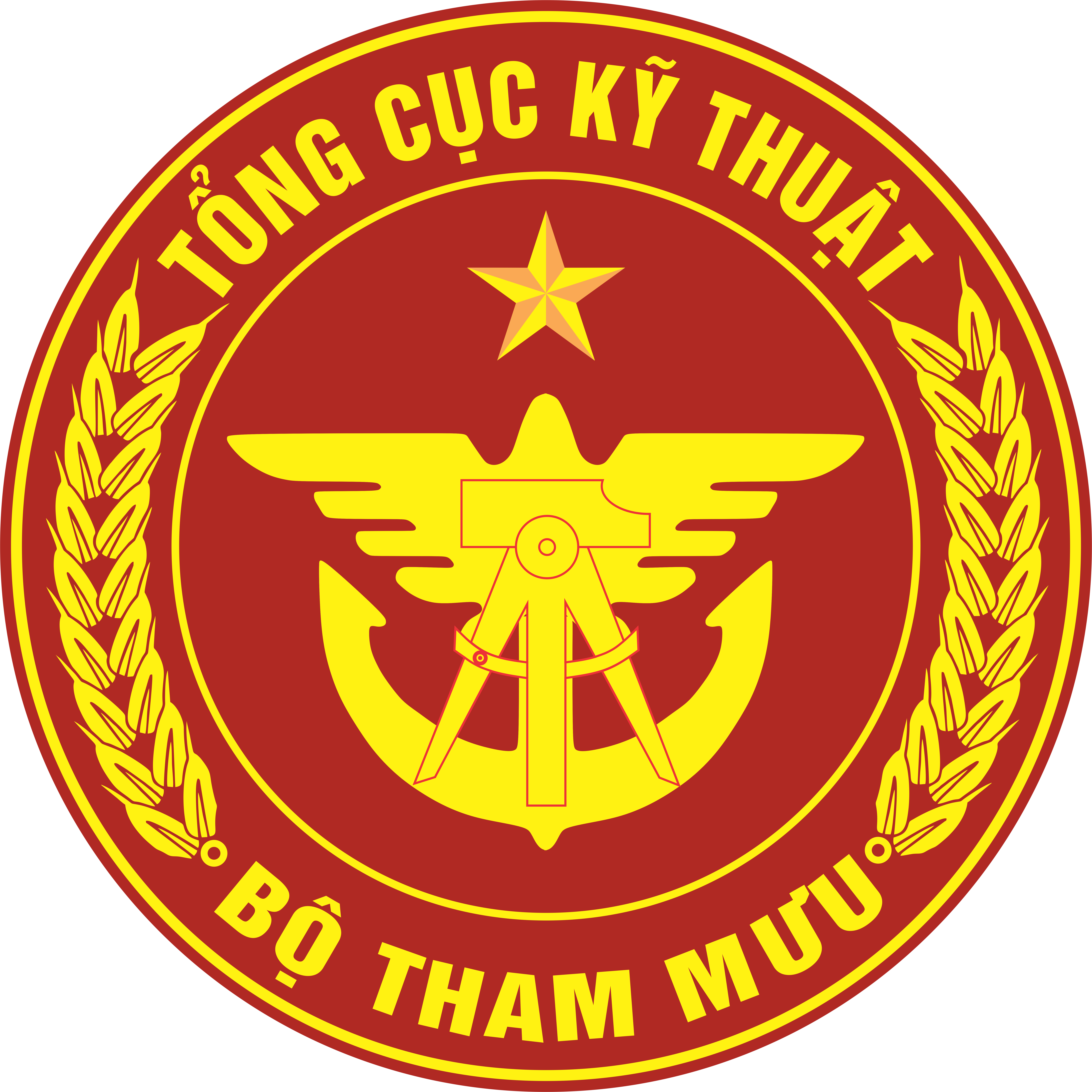
越南人民軍技術總局參謀部部徽
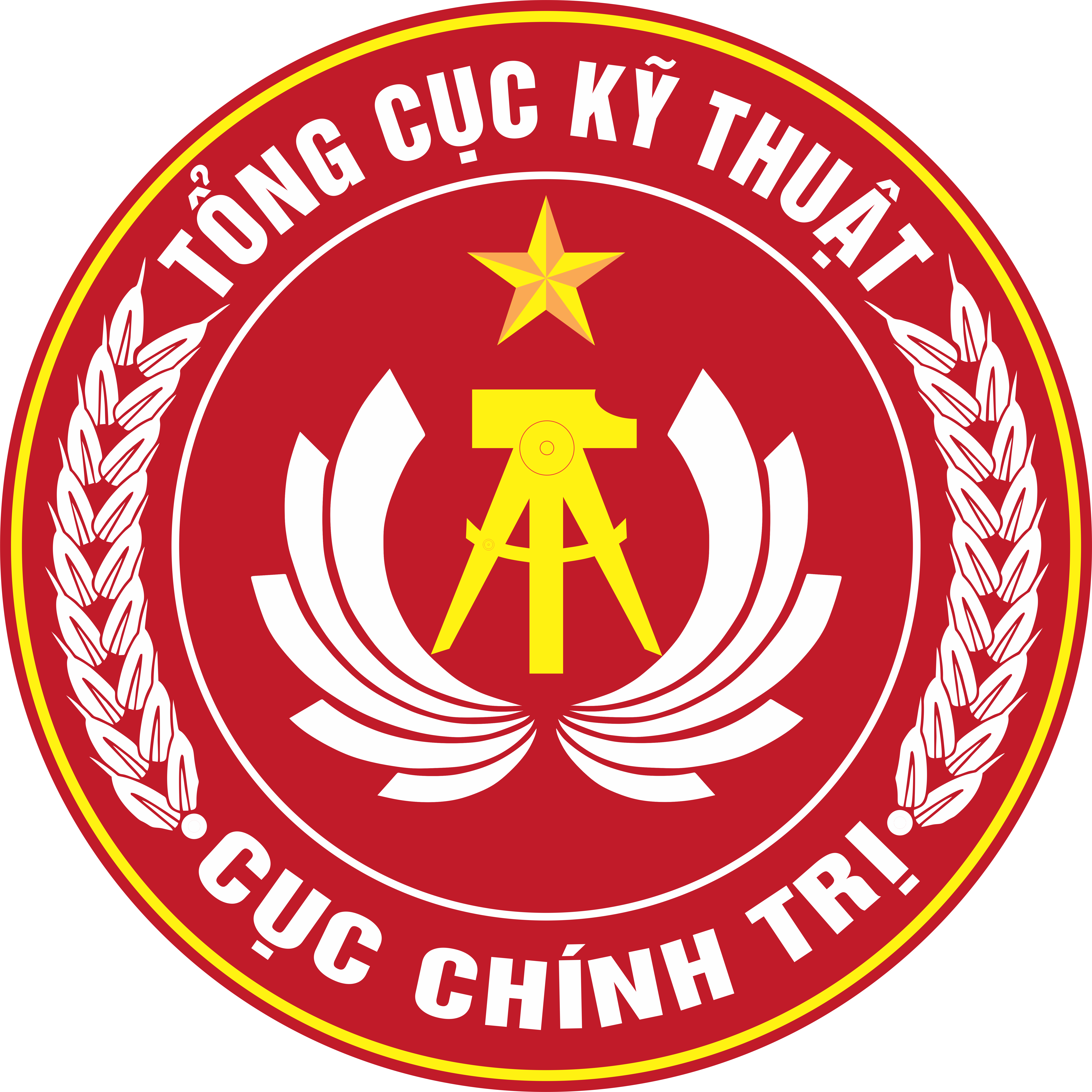
越南人民軍技術總局政治局局徽
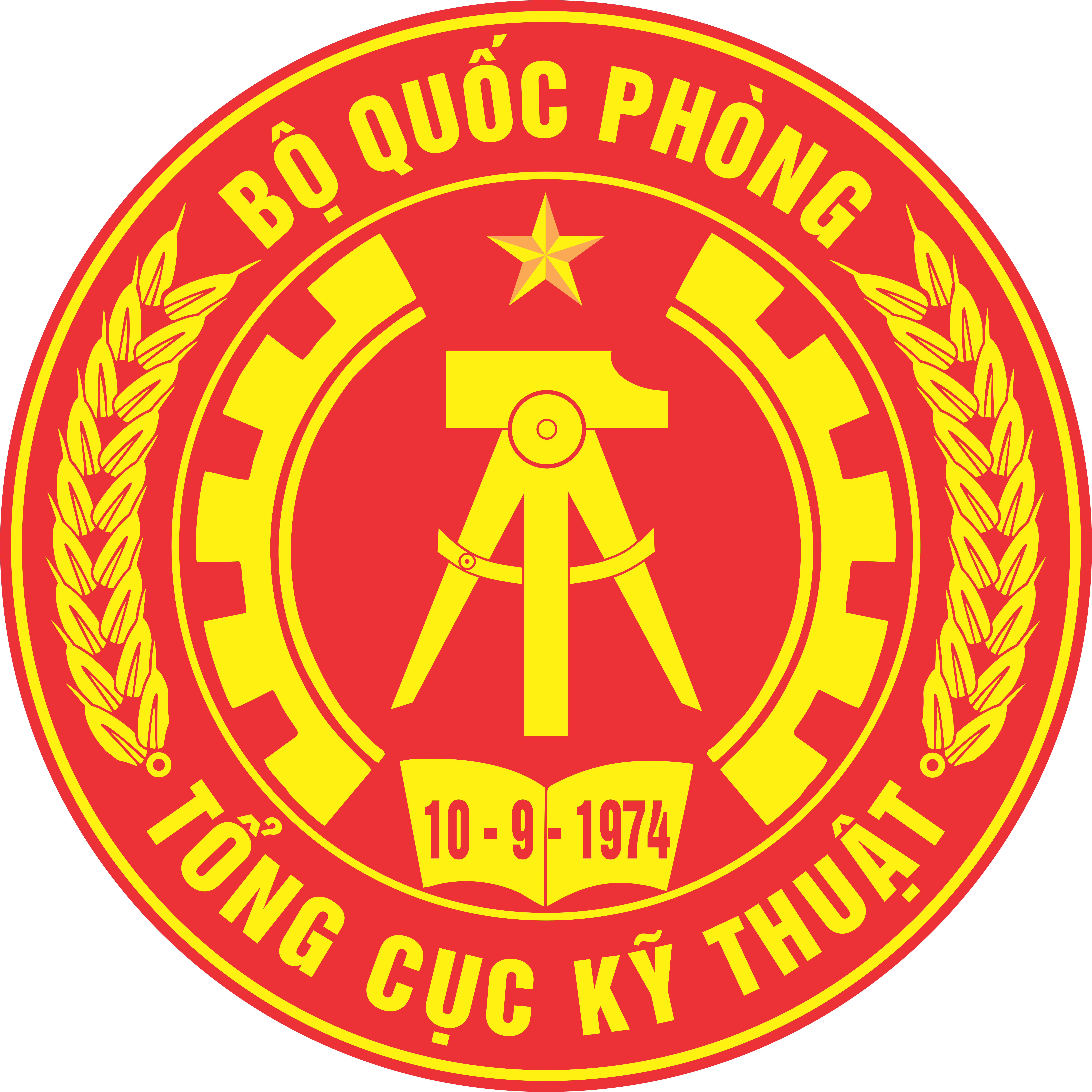
越南人民軍技術總局局徽
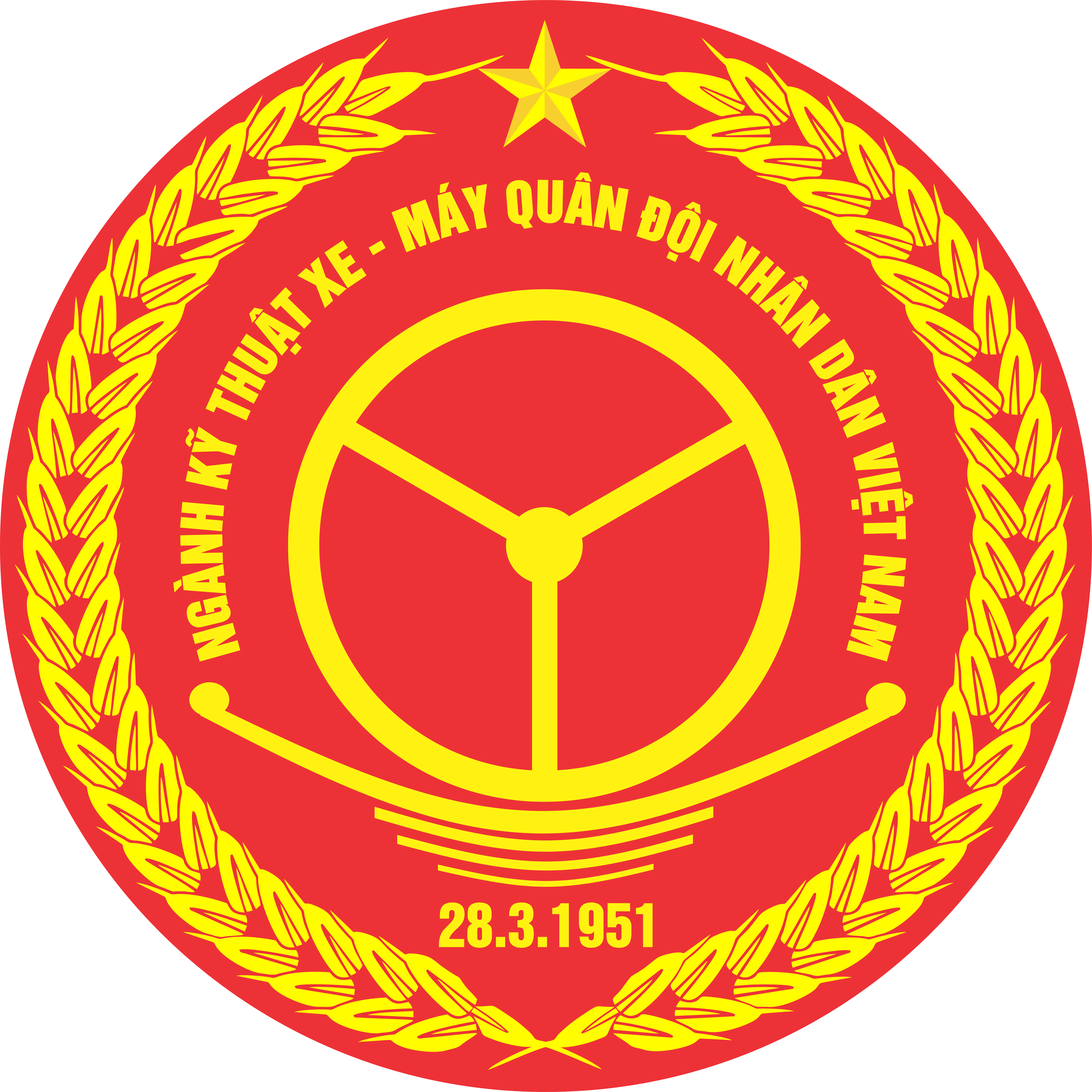
越南人民軍車輛機械部部徽
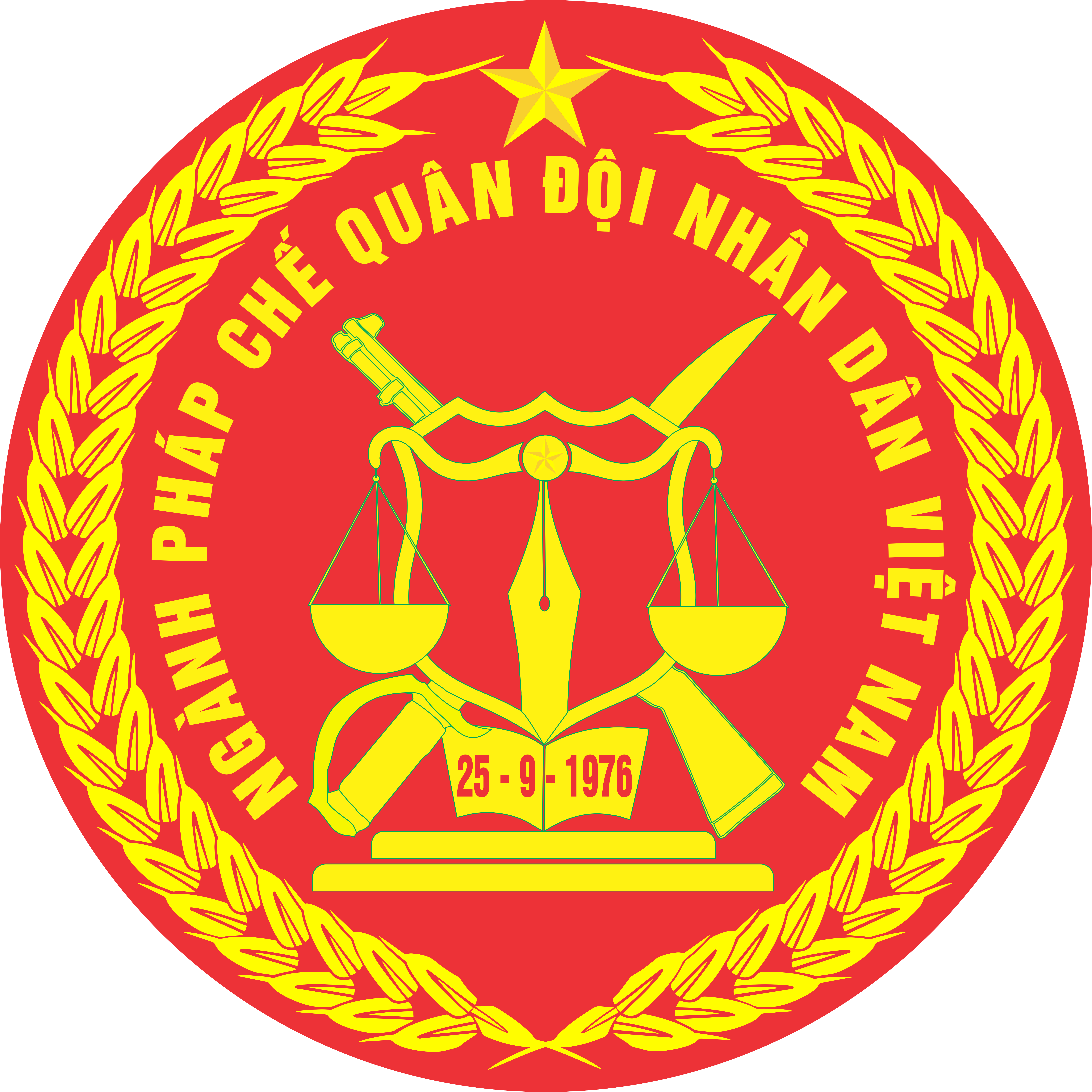
越南人民軍政法部部徽
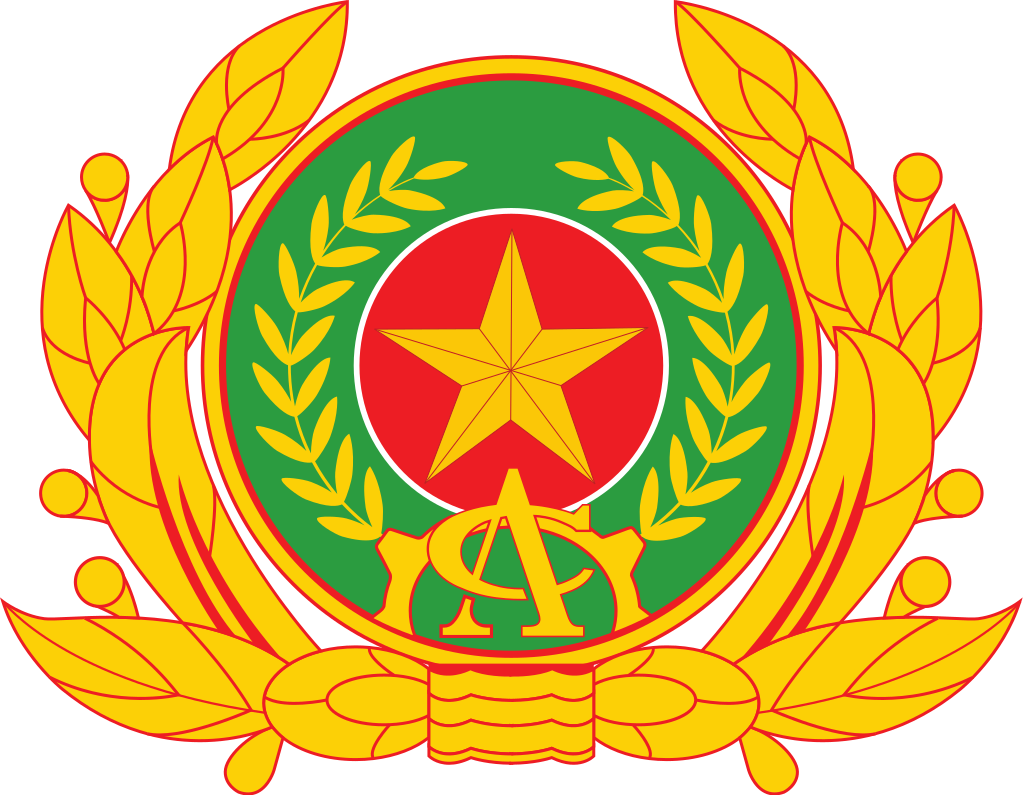
越南人民公安警徽
捷克斯洛伐克民族阵线
远东共和国人民革命军军徽
革命军事委员会军徽
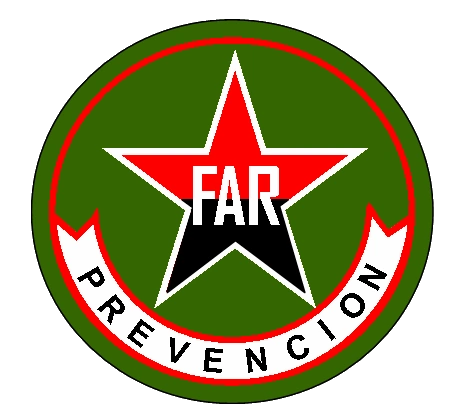
古巴革命軍（西班牙语：Fuerzas Armadas Revolucionarias de Cuba）軍徽
古巴革命武装力量标志
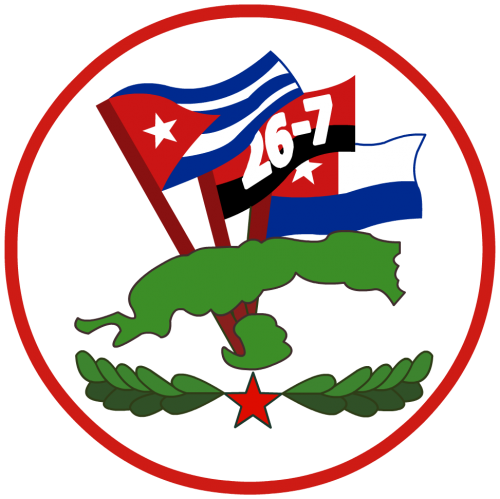
古巴领土部队民兵（西班牙语：Milicias de Tropas Territoriales）标志
古巴革命武装力量空军国籍标志
古巴革命武装力量海軍航空兵国籍标志
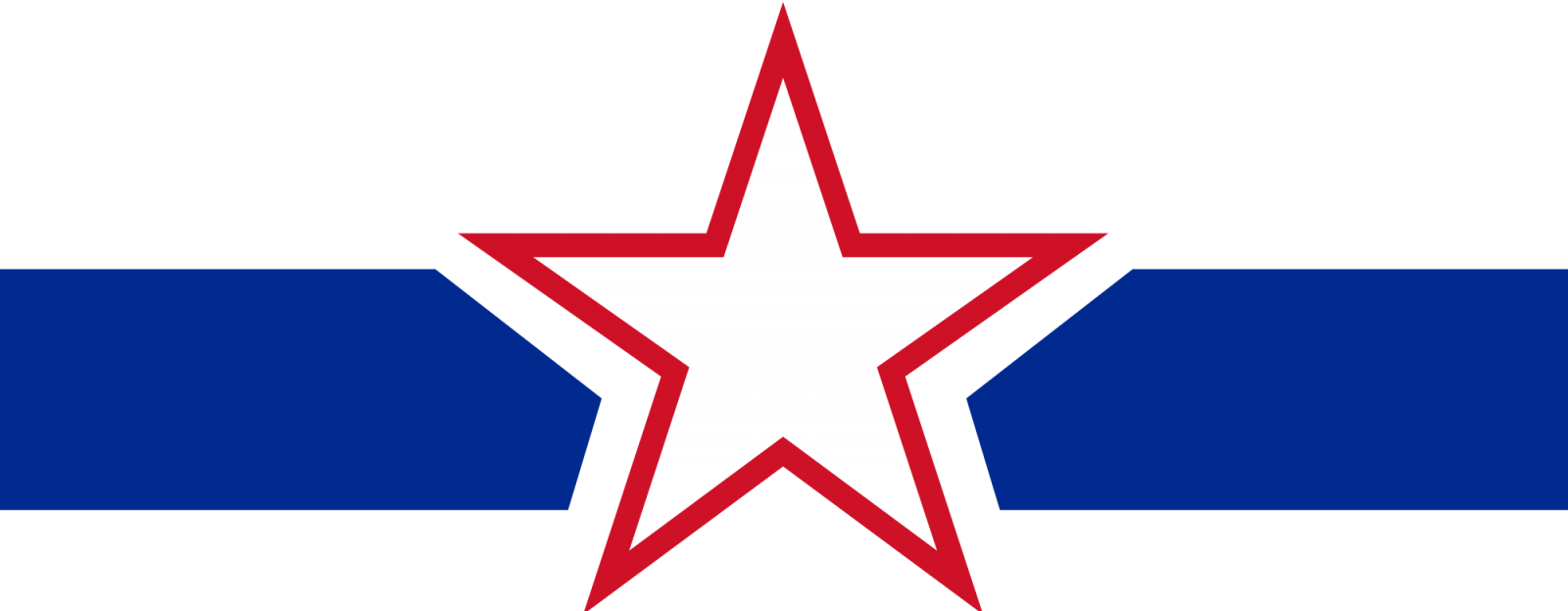
古巴革命武装力量空军国籍标志
古巴革命期间反叛空军国籍标志
保加利亚人民共和国空军国籍标志
贝宁人民共和国空军国籍标志
刚果人民共和国空军国籍标志
也门人民民主共和国空军国籍标志
安哥拉人民空军和防空军国籍标志
安哥拉人民共和国空军国籍标志
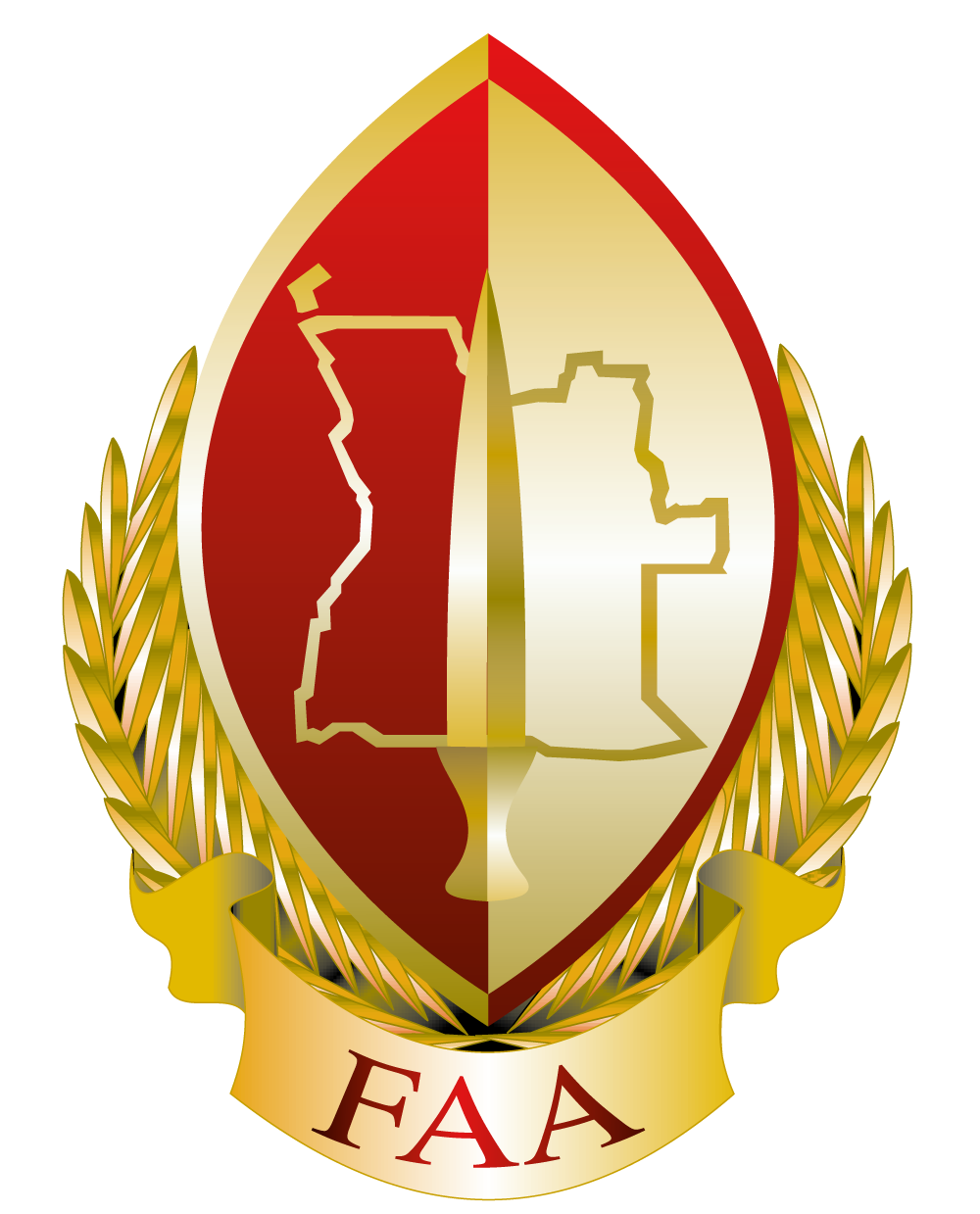
安哥拉武装力量军徽
安哥拉空军国籍标志
厄立特里亚空军国籍标志
德涅斯特河沿岸武装力量军徽
捷克斯洛伐克人民民兵（英语：People's Militias (Czechoslovakia)）
巴拉圭人民军军徽
红军派标志
吉布提空军国籍标志
几内亚比绍空军国籍标志

### 青年翼使用的社會主義紋章

苏联共青团
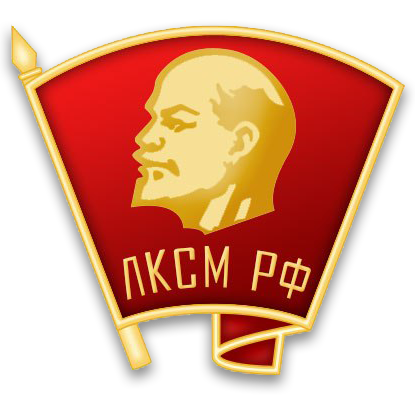
俄罗斯联邦列宁主义青年共产主义联盟
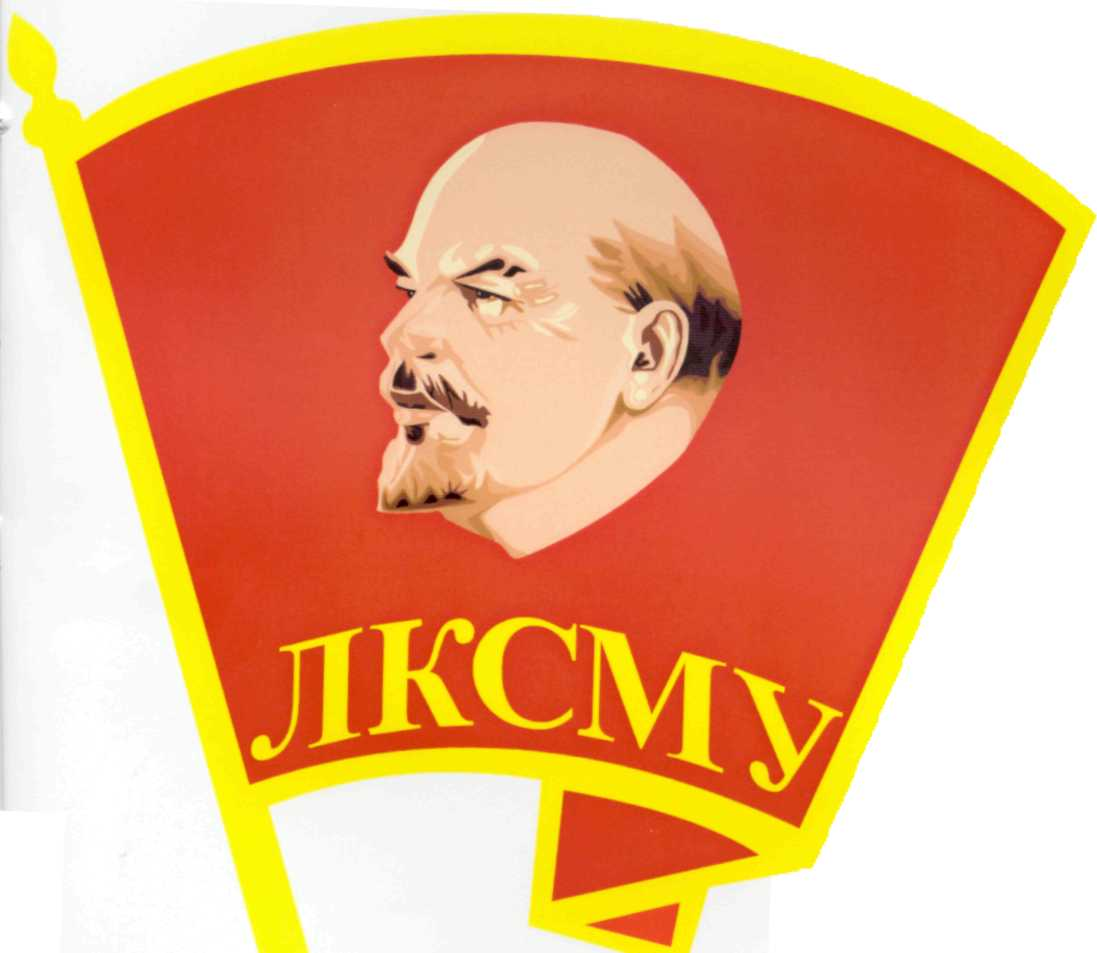
乌克兰青年列宁共产主义协会
中国共产主义青年团团徽
罗马尼亚共产主义青年团
阿富汗民主青年组织
金日成社会主义青年同盟
社会主义青年联盟 (捷克斯洛伐克)
波兰社会主义青年联盟
阿尔巴尼亚劳动青年联盟
蒙古革命青年团团徽（1921－1924）
蒙古革命青年团团徽（1925－1942）
蒙古革命青年团团徽（1946－1957）
蒙古革命青年团团徽
老挝人民革命青年团
紅色陣線戰士同盟
南斯拉夫社会主义青年联盟
匈牙利共产主义青年团
匈牙利劳动青年联盟
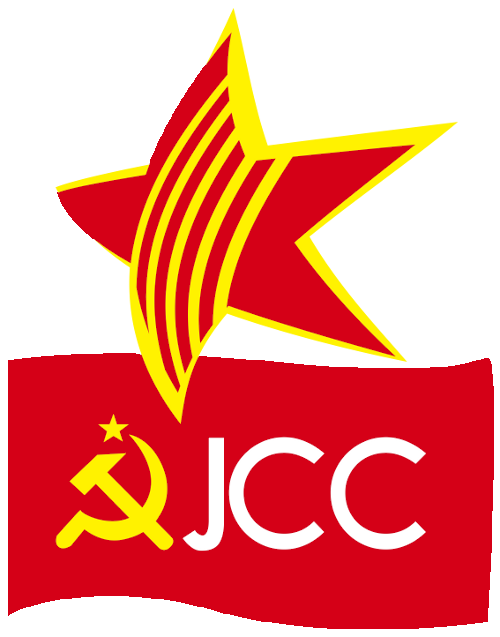
加泰罗尼亚共产主义青年
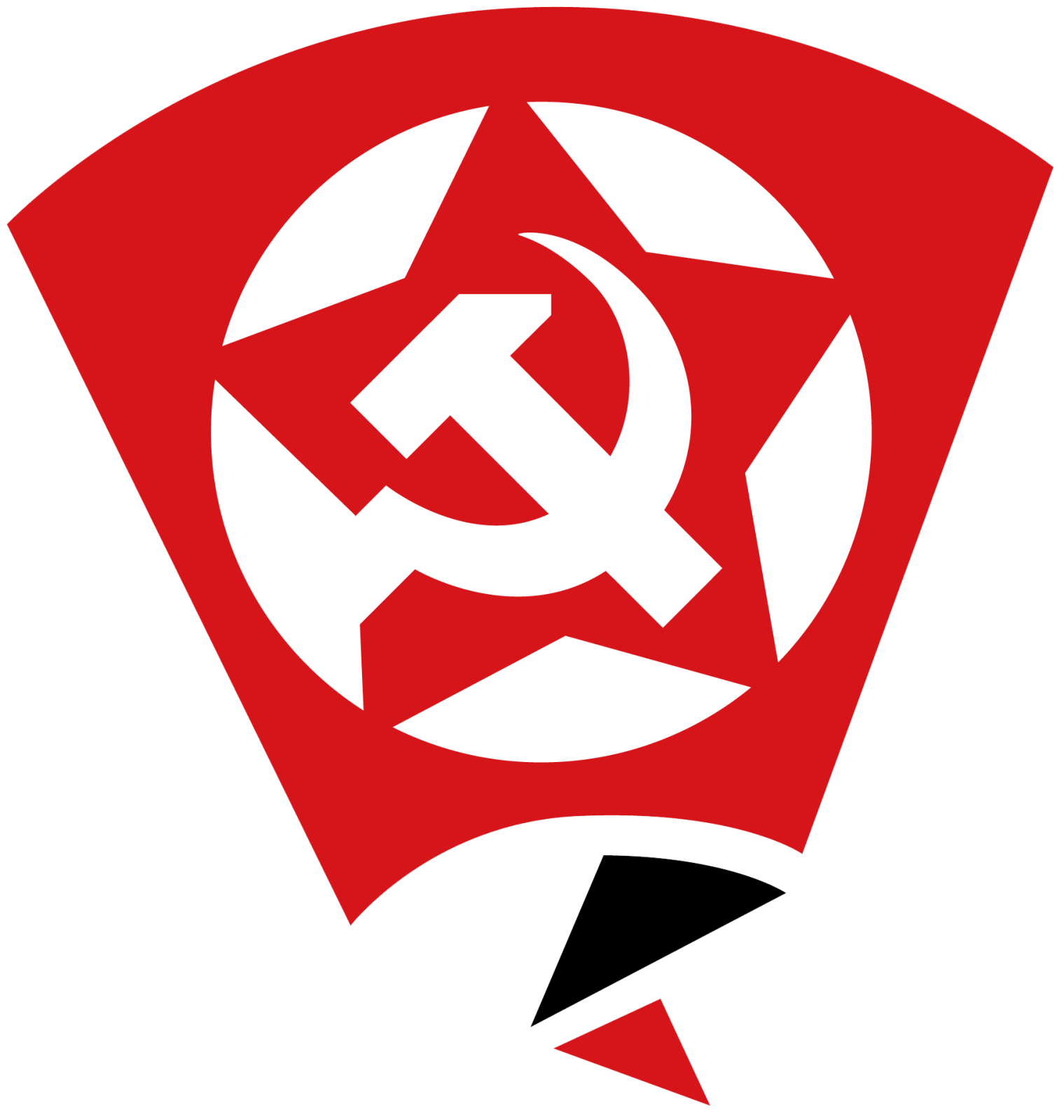
共產主義青年集體
共產主義青年運動
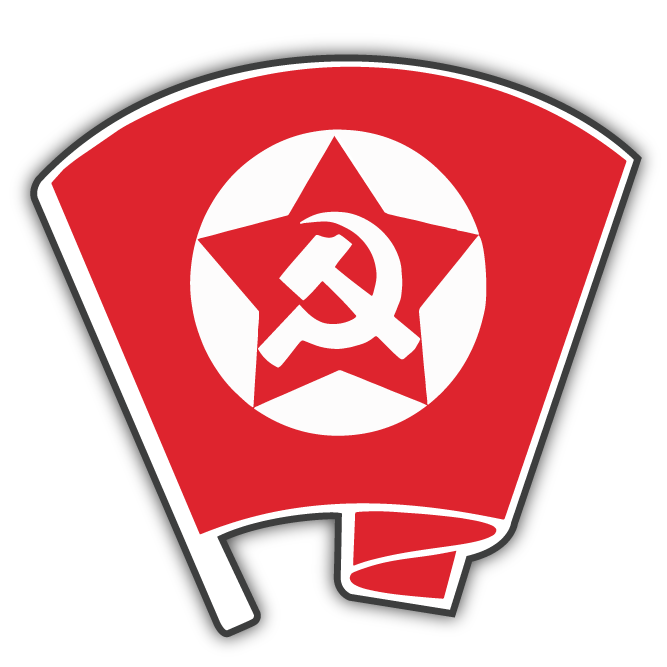
共产主义青年阵线
紅色青年
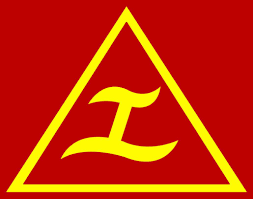
愛國青年
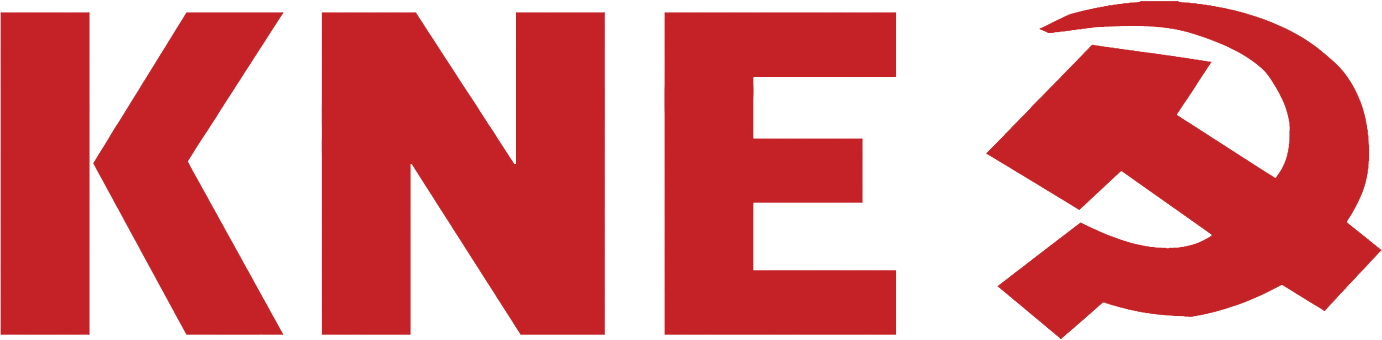
希腊共产主义青年
西班牙共产主义青年联盟
荷蘭青年總會（英语：General Dutch Youth League）
意大利共產主義青年團（意大利语：Federazione Giovanile Comunista Italiana）
青年共产主义联盟 (英国)
青年共产主义联盟 (英国)
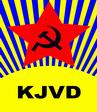
德國青年共產主義聯盟 (1990年)（德语：Kommunistische Partei Deutschlands (1990)）
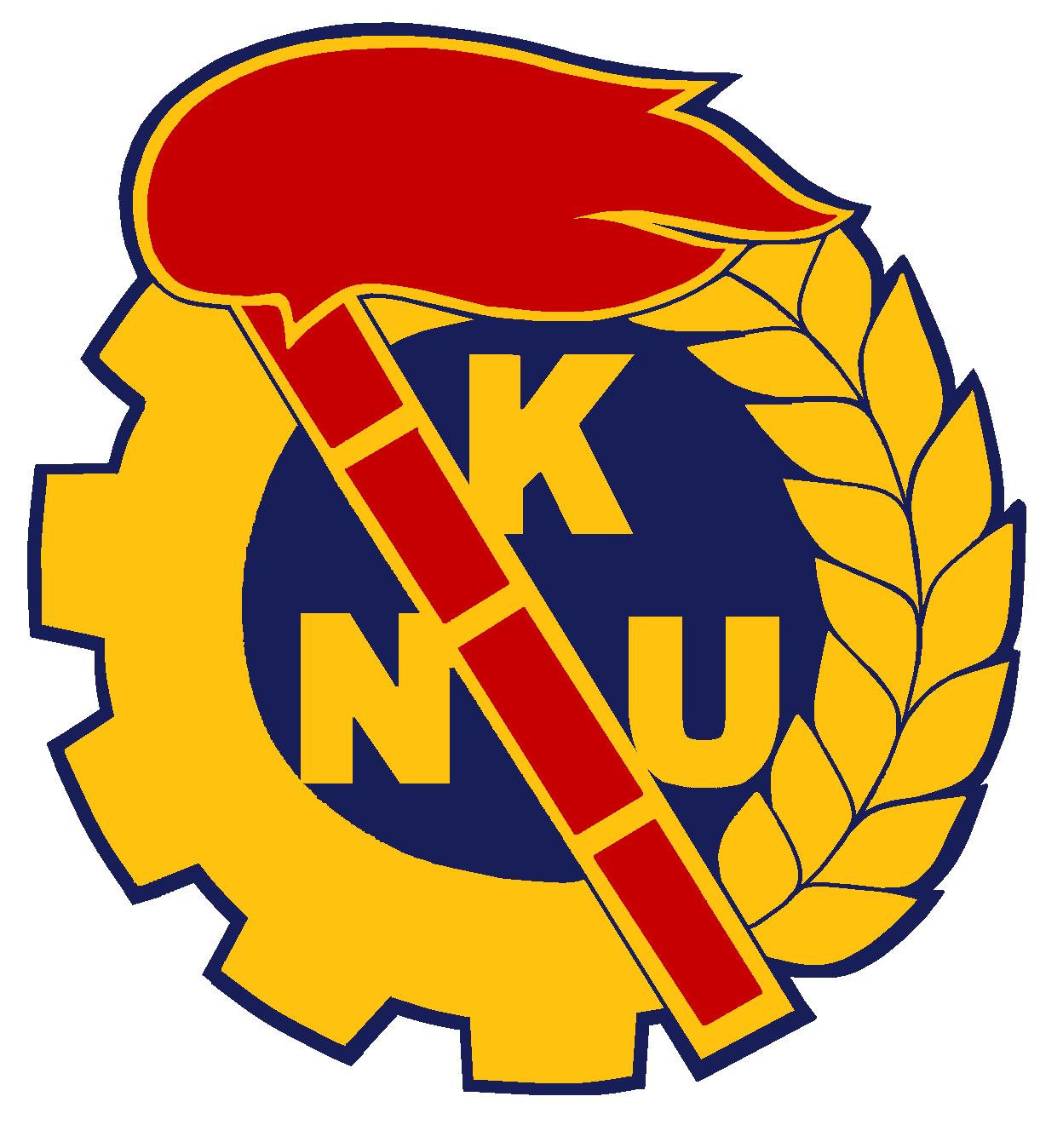
挪威青年共产主义联盟
美国青年共产主义联盟
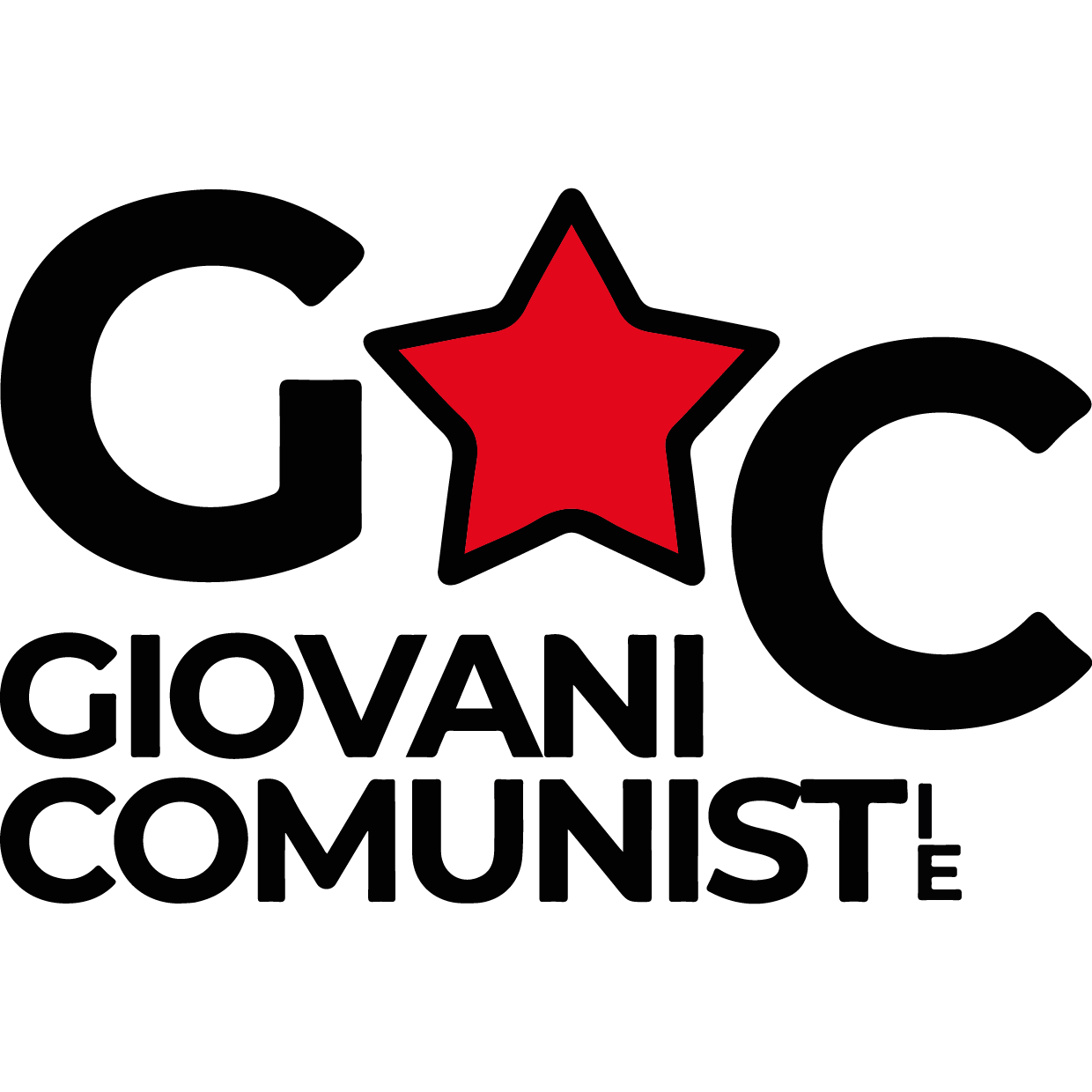
青年共产党人 (意大利)
莫桑比克青年组织（英语：Mozambican Youth Organisation）
社会主义德国工人青年

### 先鋒運動使用的社會主義紋章

苏联少先队
南斯拉夫先锋队联盟
苏赫巴托尔蒙古先锋队组织
季米特洛夫先锋组织“九月革命者”
恩维尔先锋队
恩斯特·台尔曼先锋组织
匈牙利先锋队联盟
先锋组织
社会主义青年联盟先锋组织
何塞·马蒂先锋组织
朝鮮少年團
中国少年先锋队队旗 (大队旗)

### 議會使用的社會主義紋章

蘇聯最高蘇維埃徽章
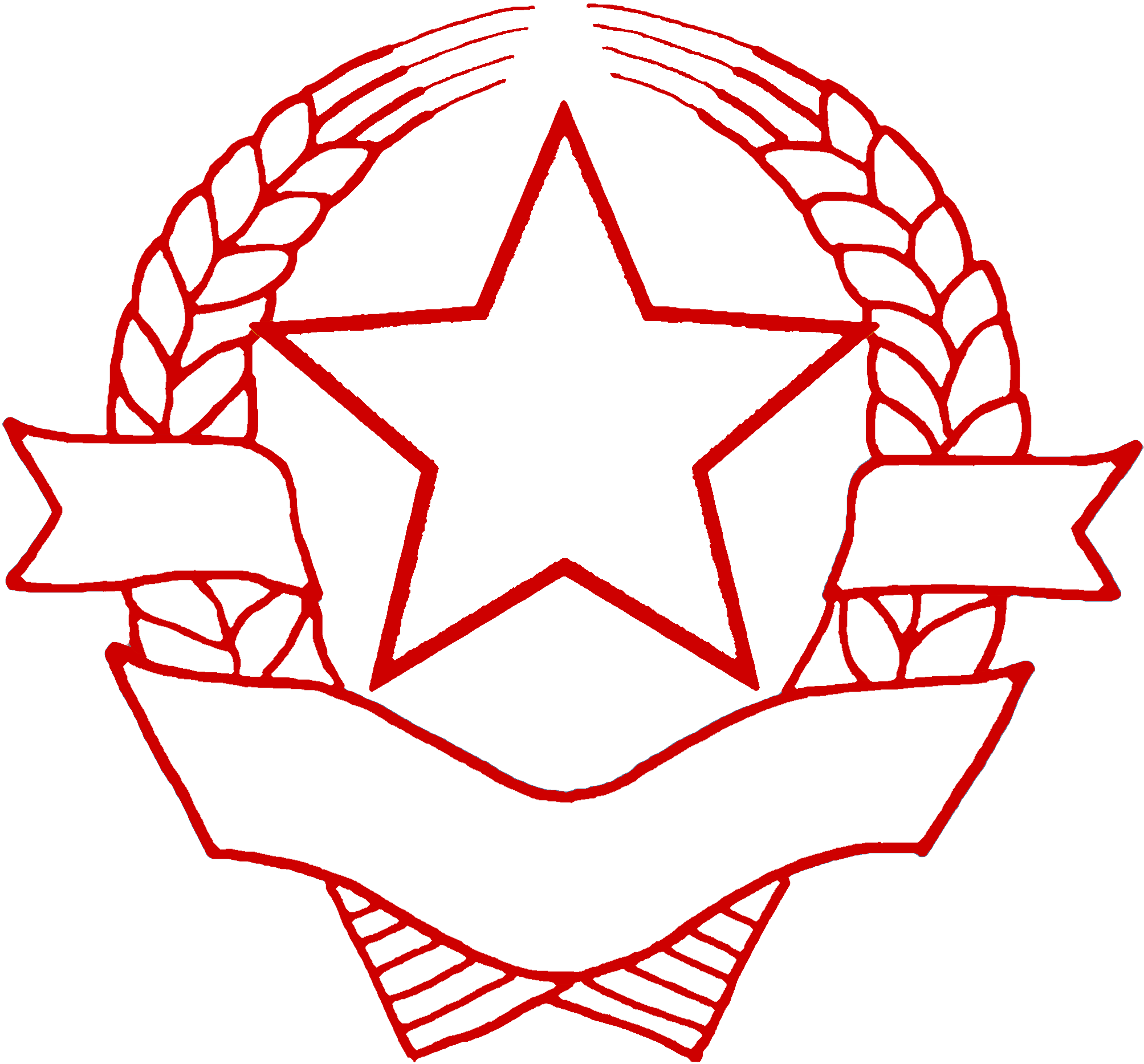
南斯拉夫反法西斯人民解放委员会会徽
中国人民政治协商会议会徽
香港臨時立法會會徽
最高人民会议徽章
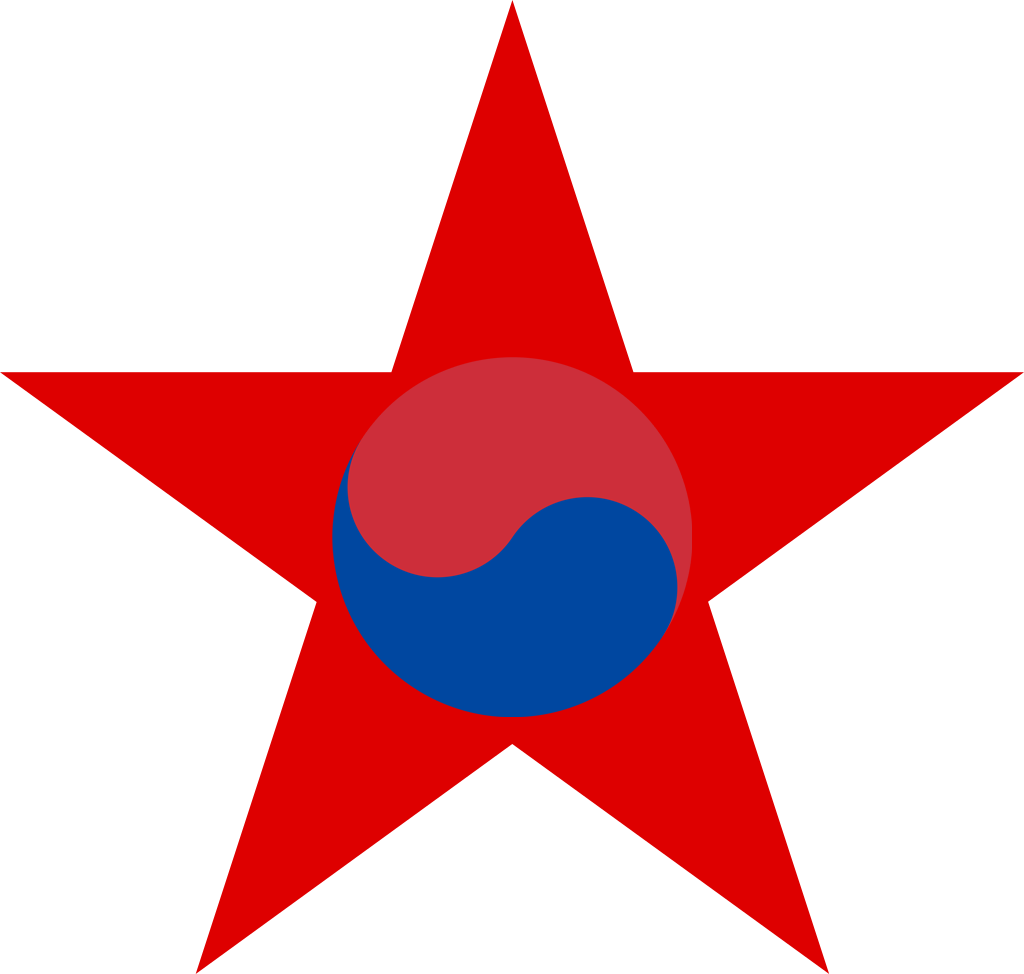
祖國統一民主主義戰線徽章
越南祖國陣線徽章
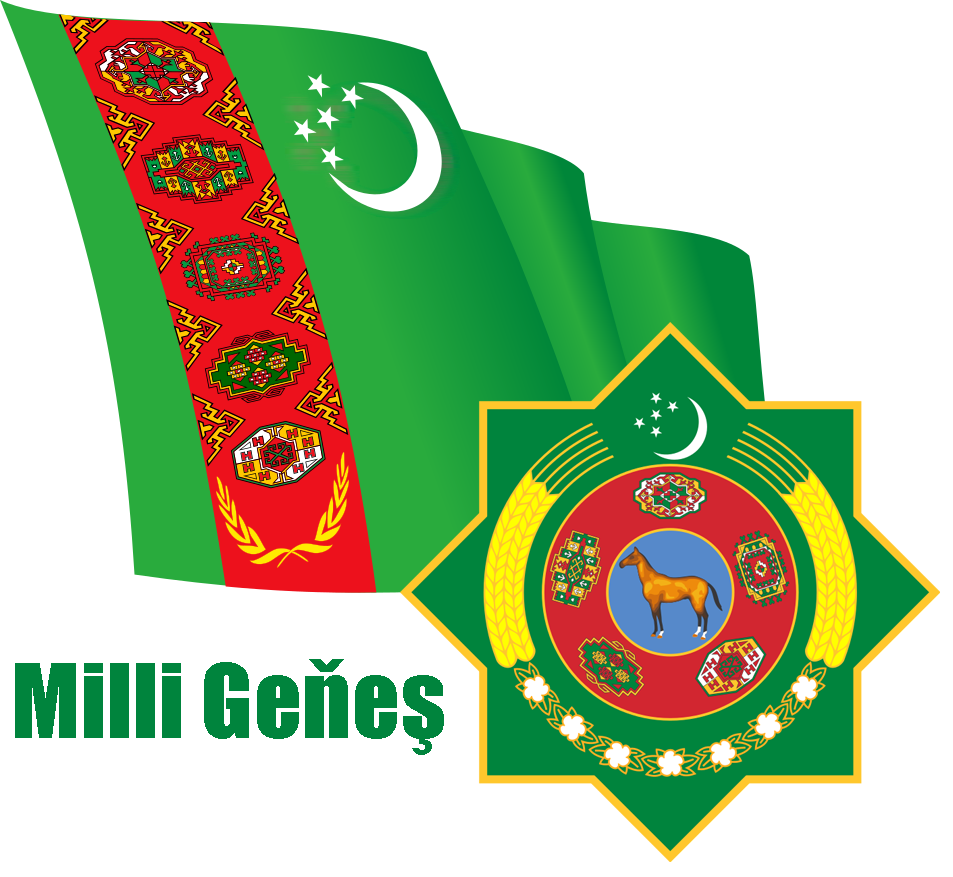
土庫曼斯坦國會（英语：National Council of Turkmenistan）會徽
吉佈提國民議會会徽

### 政府使用的社會主義紋章

内务人民委员部
内务人民委员部
苏联内务部
苏联内务部
中华人民共和国人民法院法徽
中华人民共和国人民检察院检徽
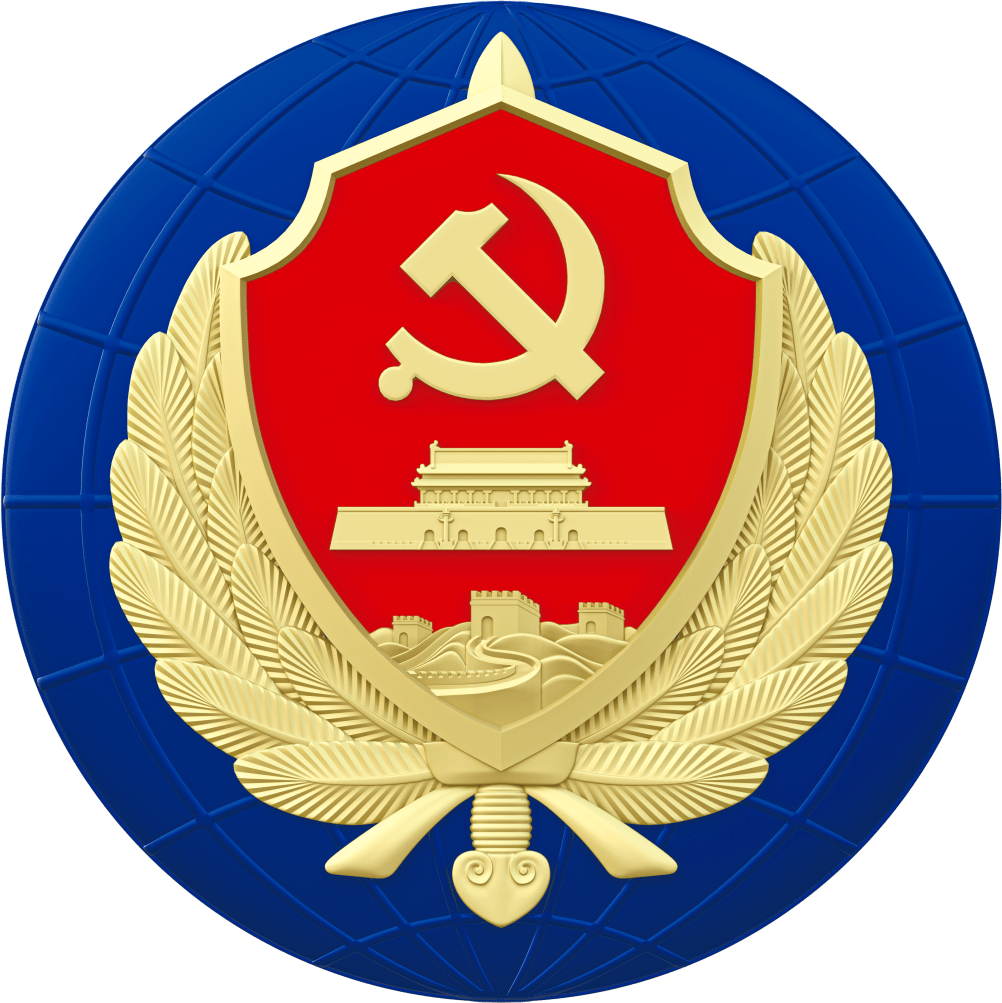
中华人民共和国国家安全部部徽
中华人民共和国交通运输部部徽
国家质量监督检验检疫总局局徽
国家林业局局徽
农业农村部渔业渔政管理局局徽
食品药品监管执法徽标
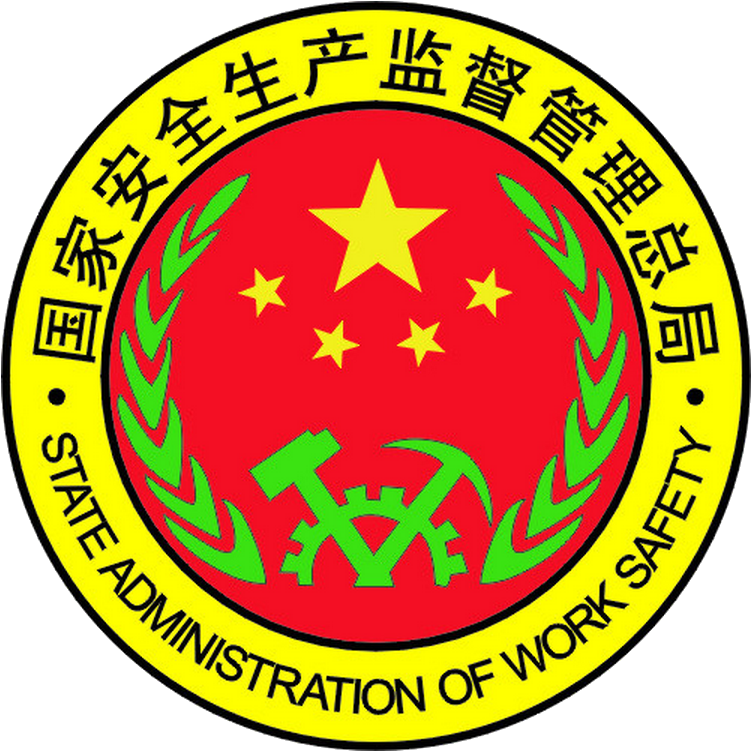
国家安全生产监督管理总局局徽
国家税务总局局徽
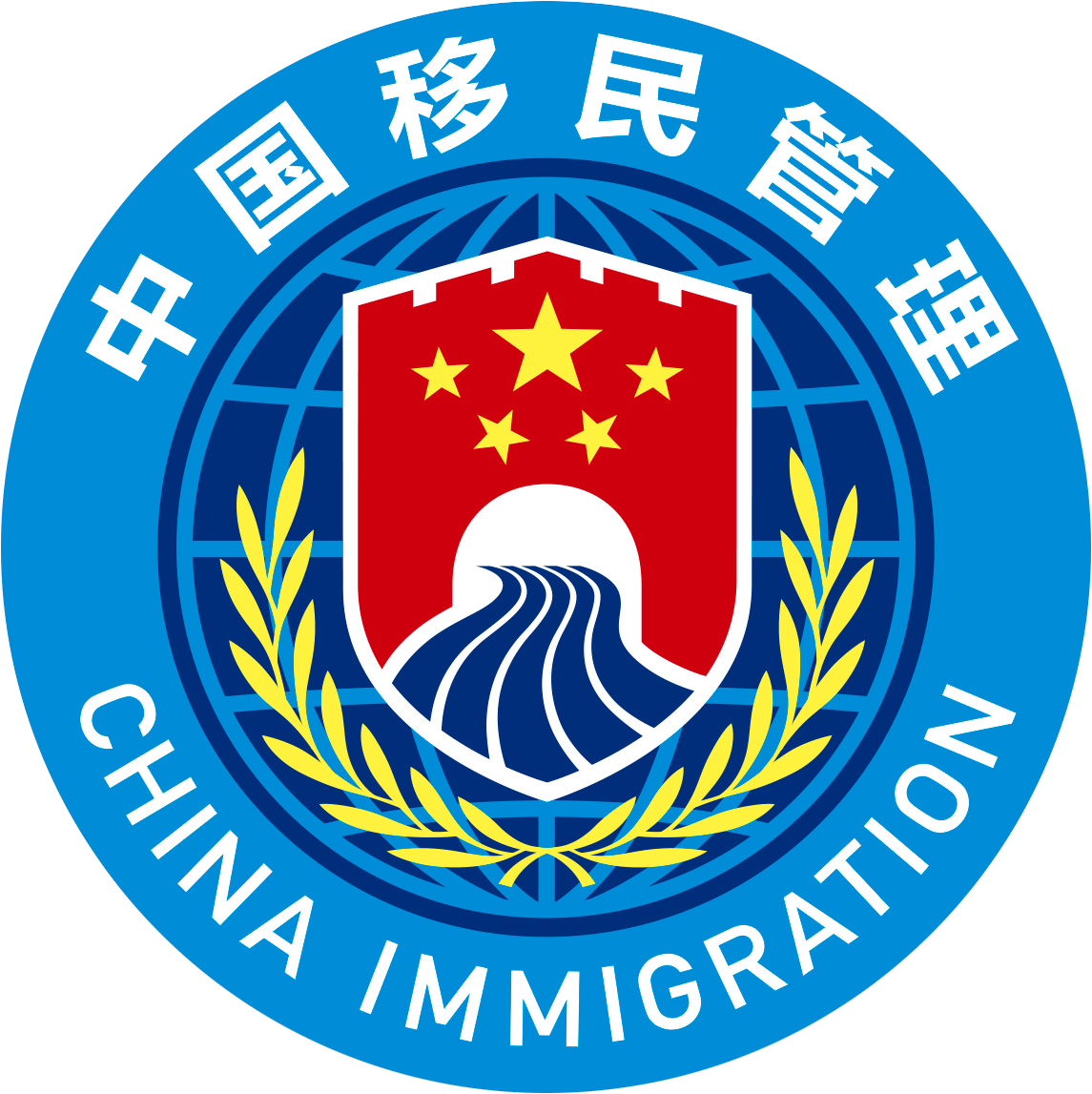
国家移民管理局局徽
中国民用航空局局徽
中华人民共和国邮电部部徽
澳門消防局局徽
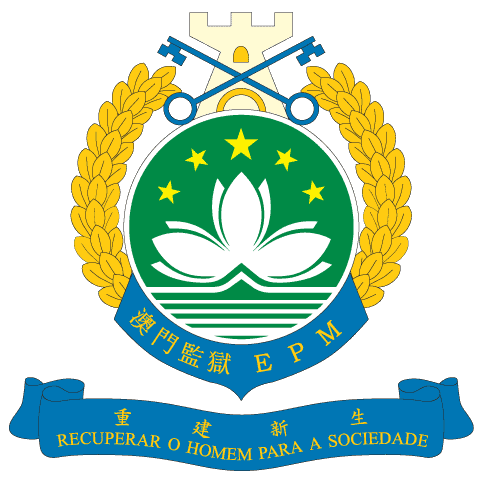
澳門懲教管理局局徽
澳門司法警察局局徽
澳門治安警察局局徽
朝鮮民主主義人民共和國國務委員會委員長徽章
朝鮮民主主義人民共和國人民保安省徽章
朝鮮民主主義人民共和國社會安全省臂章
朝鮮民主主義人民共和國國家保衛省徽章
朝鮮民主主義人民共和國金融情報局（英语：Financial Intelligence Agency）局徽
越南醫濟部部徽
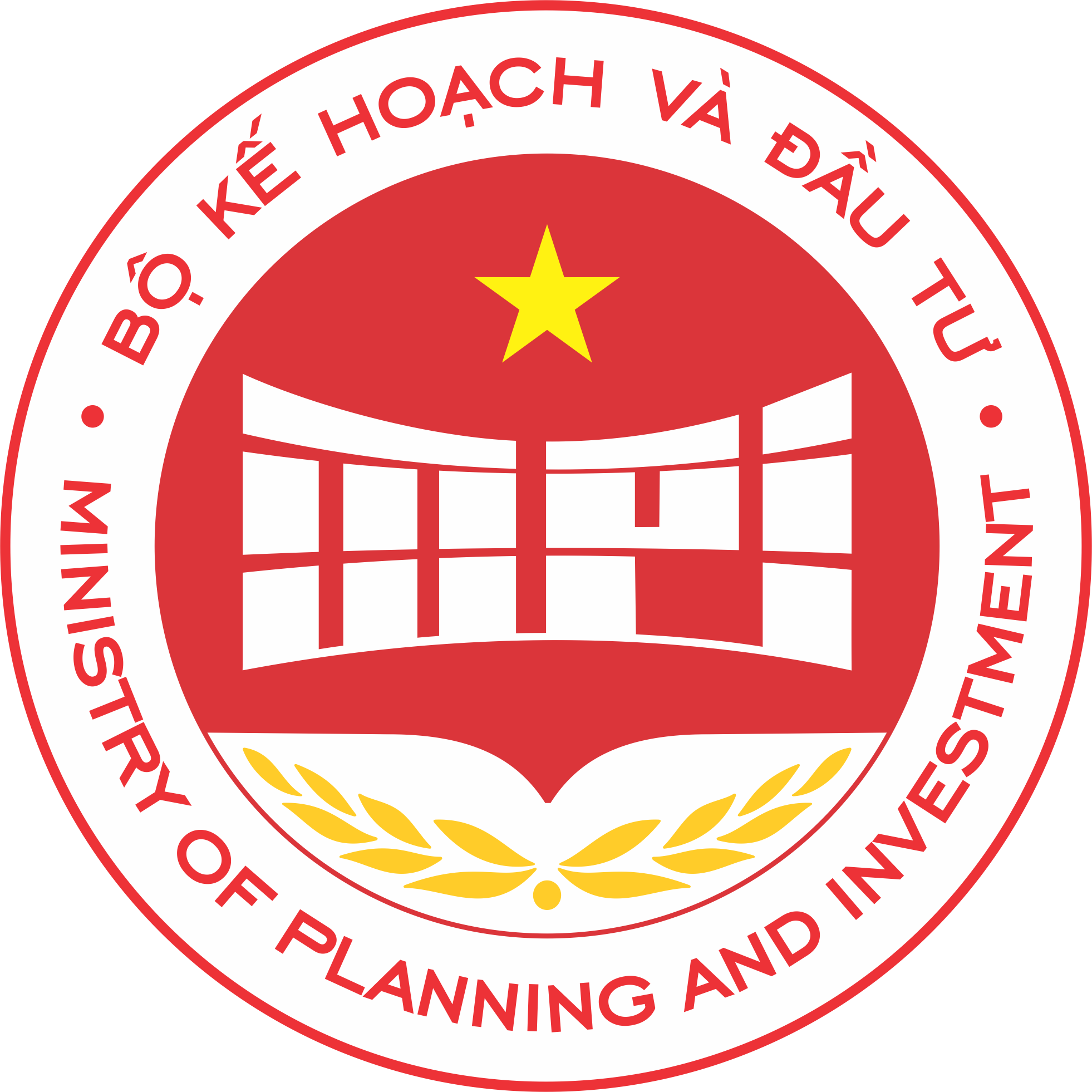
越南計劃投資部部徽
越南漁業局局徽
越南市场监管总局局徽
越南国防部合作委员会会徽
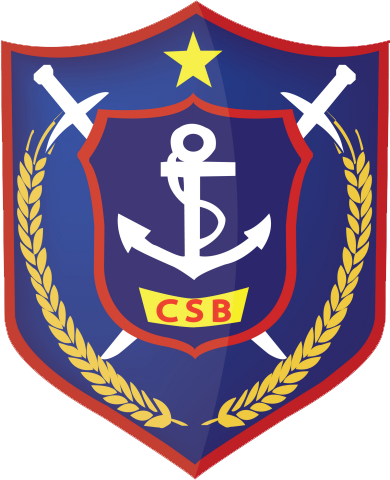
越南海洋警察局局徽
越南国防工业总局局徽
白俄罗斯国家安全委员会会徽
白俄罗斯外交部徽章
白俄罗斯内政部徽章
阿富汗民主共和国国家信息服务部标志（1987－1992）
阿富汗民主共和国国家信息服务部标志（1980－1987）
老挝农林部部徽
匈牙利人民共和国国家保护局
史塔西
克格勃
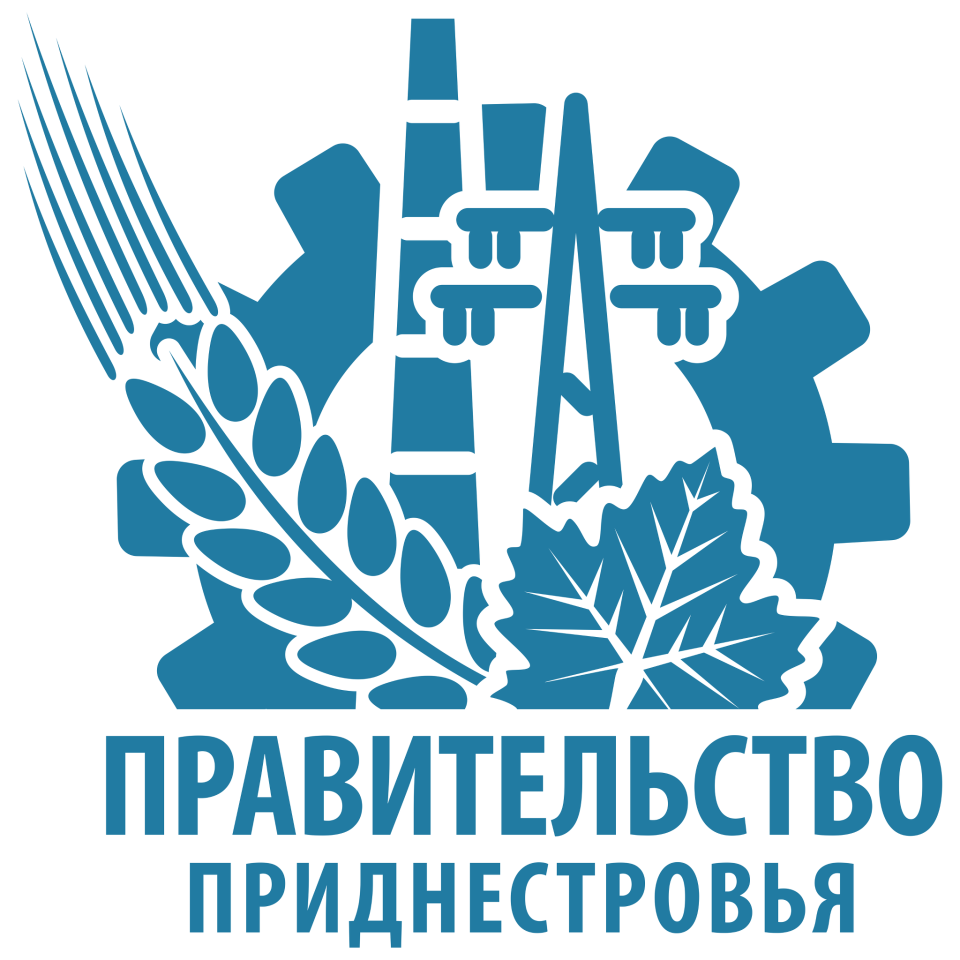
德涅斯特河沿岸政府（英语：Government of Transnistria）徽章
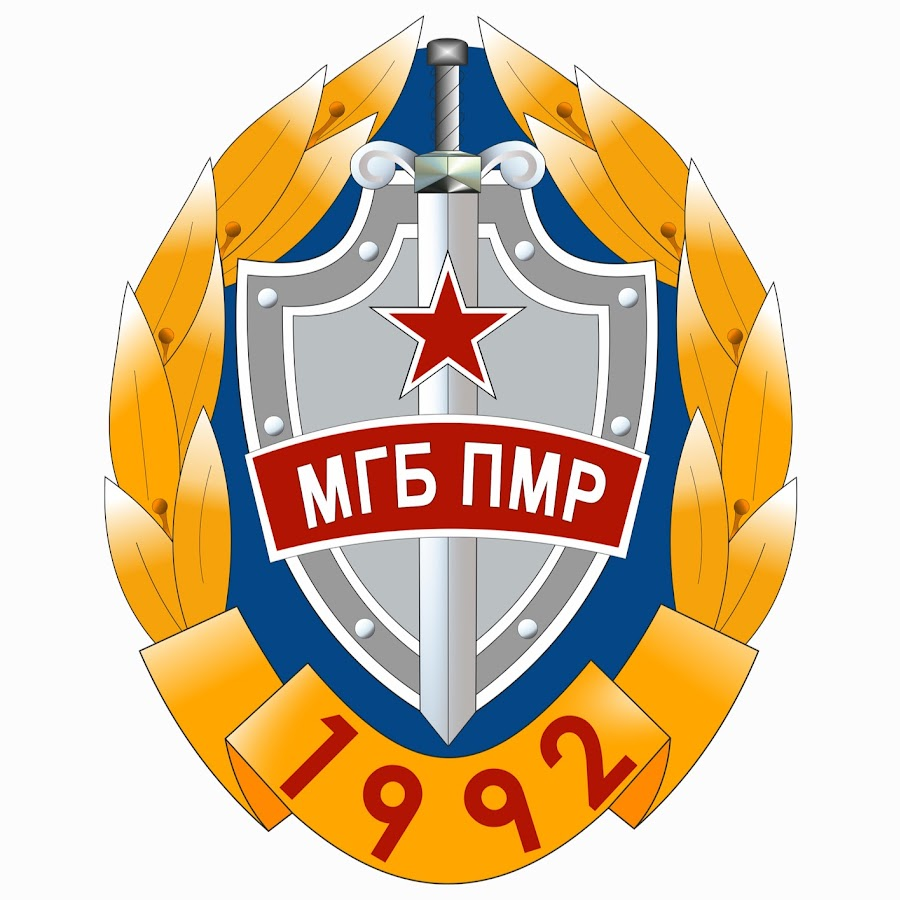
德涅斯特河沿岸国家安全部部徽
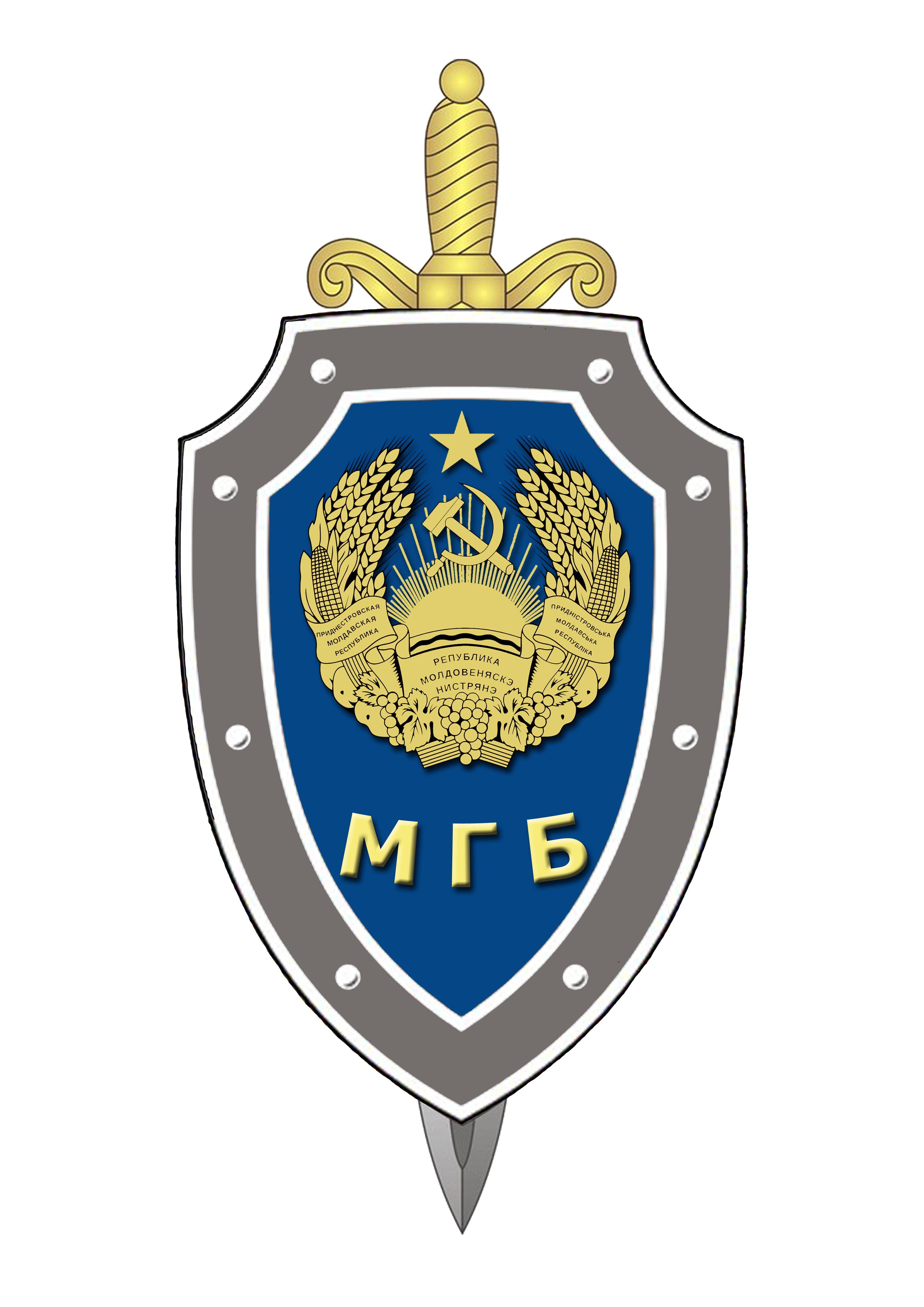
德涅斯特河沿岸国家安全部部徽
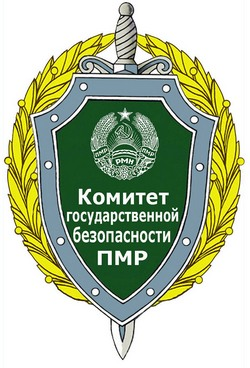
德涅斯特河沿岸国家安全部部徽（2012－2016）
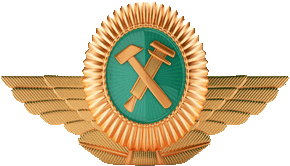
土庫曼斯坦鐵路運輸部部徽
奥地利总统托马斯·克莱斯蒂尔徽章
奥地利总统托马斯·克莱斯蒂尔徽章

### 其他團體使用的社會主義紋章

共产国际徽章
第四國際徽章
第四國際徽章
農民國際徽章
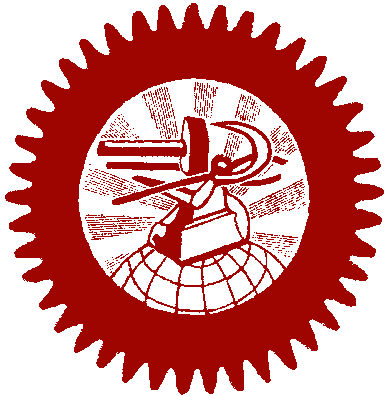
赤色职工国际徽章
华沙条约组织徽章
國際宇航員計劃標誌
中国奥林匹克委员会会徽
中國香港體育協會暨奧林匹克委員會會徽
越南奧林匹克委員會會徽
體育與技術協會会徽
東德射箭協會（英语：German Archery Association）會徽
東德勞動者運動會（德语：Arbeiterfestspiele der DDR）會徽
索菲亚中央陆军足球俱乐部
莫斯科中央陸軍冰球俱樂部
越南全国运动会会徽
俄罗斯航空
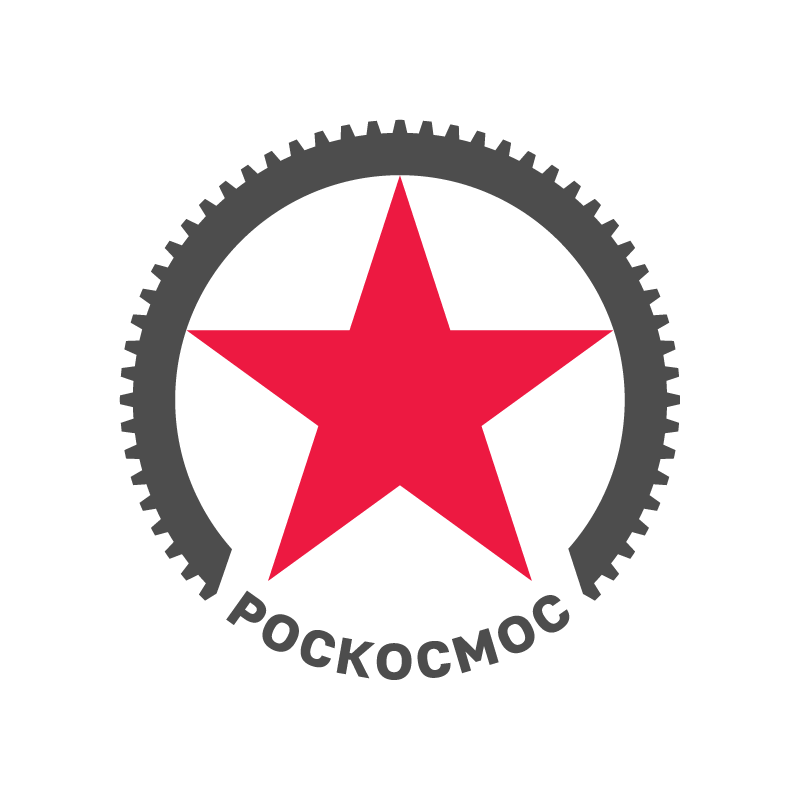
俄罗斯航太
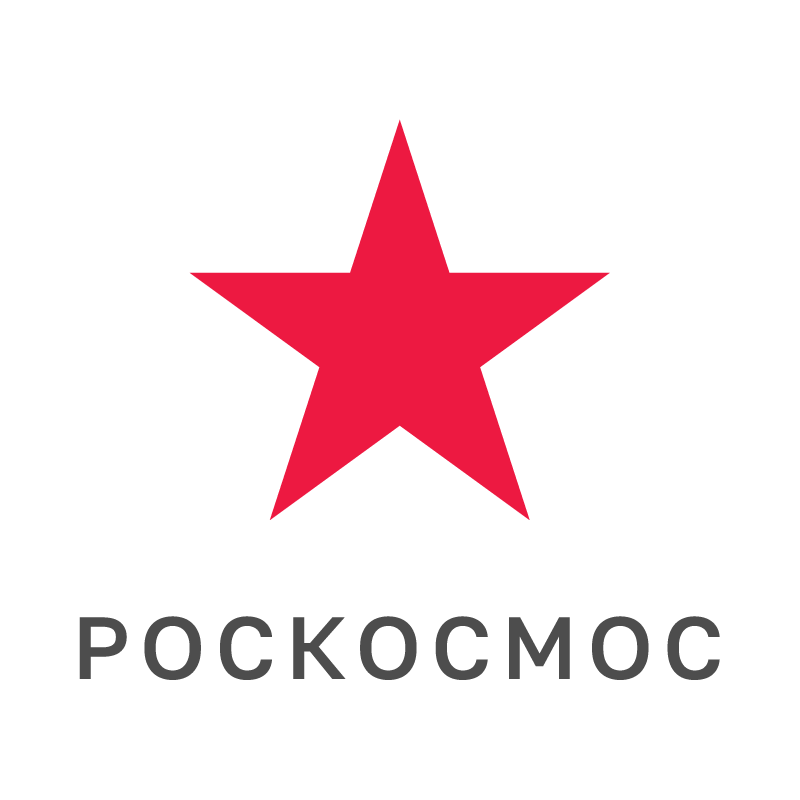
俄罗斯航太
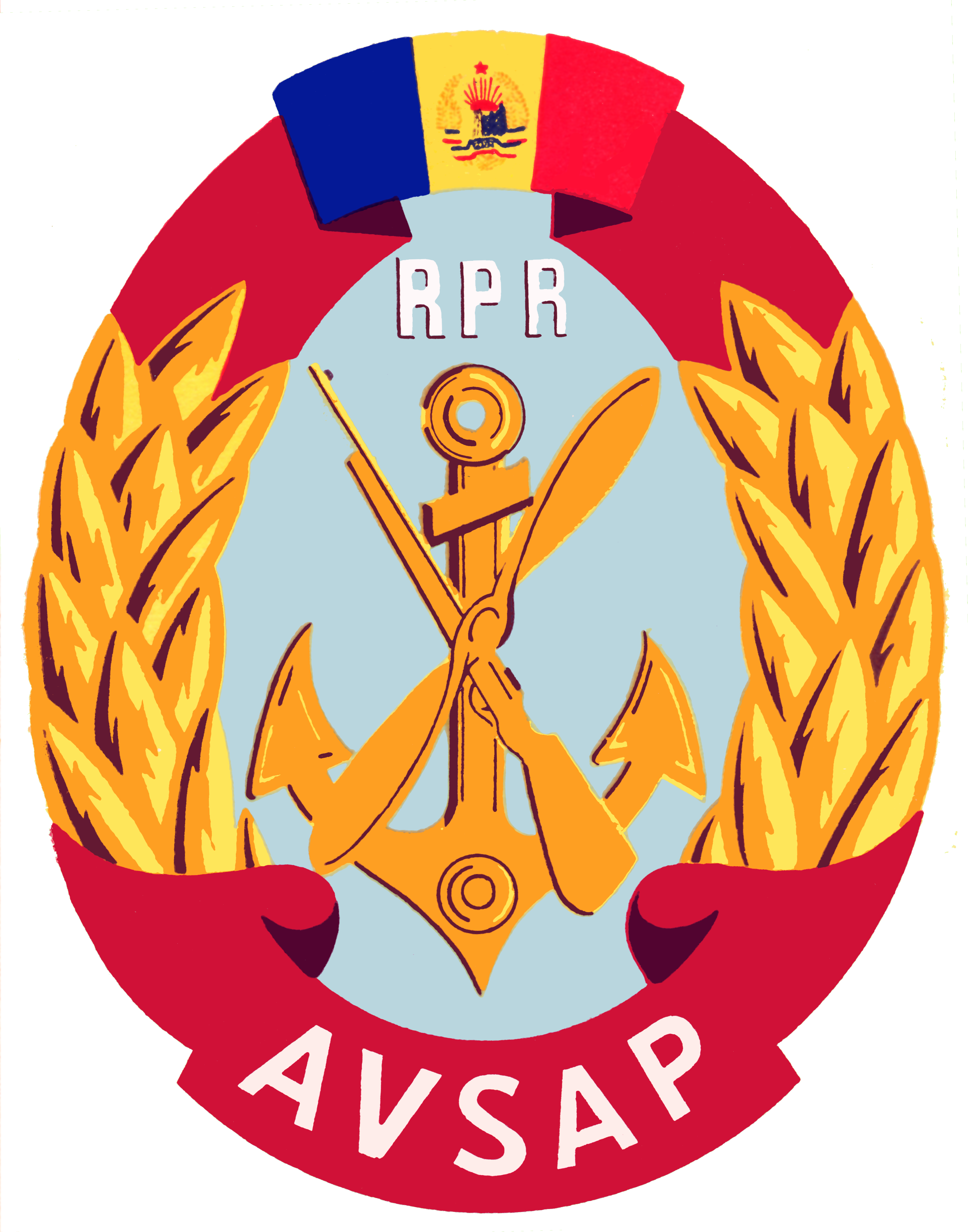
罗马尼亚人民共和国卫国志愿者协会
中华人民共和国铁路路徽（带谷穗）
朝鮮民航
朝鮮農業勞動者同盟
朝鮮社會主義女性同盟
朝鮮人民軍功勛國家合唱團
四·二五体育队
鯉明水體育團
红星操作系统
红星操作系统
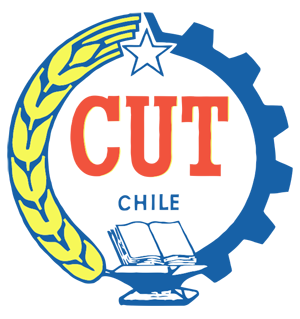
智利統一工人中心（西班牙语：Central Única de Trabajadores de Chile）
自由工会（西班牙语：Sindicatos Libres）
西班牙工會組織（西班牙语：Sindicato Vertical）
罗马尼亚铁路工会
土耳其工會聯合會（英语：Confederation of Turkish Trade Unions）
金日成軍事綜合大學
金日成政治大學
金正恩国防综合大学
萬景臺革命學院
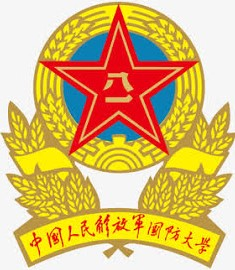
中国人民解放军国防大学
芹苴醫藥大學
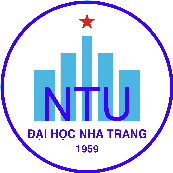
芽莊大學
《真理报》
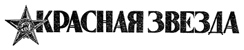
《红星报》
《鬥爭》
《共產黨（俄语：Коммунист (газета, Саратов)）》
《苏维埃俄罗斯报》
《人民军队》
德苏友谊协会会徽
格赖夫斯瓦尔德核电站（德语：Kernkraftwerk Greifswald）
呂貝瑙發電站（德语：Kraftwerk Lübbenau）
东德纪念十月革命50周年标志
美麗的城市與社區（德语：Schöner unsere Städte und Gemeinden）標誌
卡尔·马克思煤厂（德语：Steinkohlenwerk Karl Marx）标志
聯盟31號（俄语：Союз-31）徽章
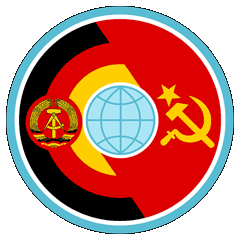
聯盟31號（俄语：Союз-31）標誌
聯盟31號（俄语：Союз-31）肩章
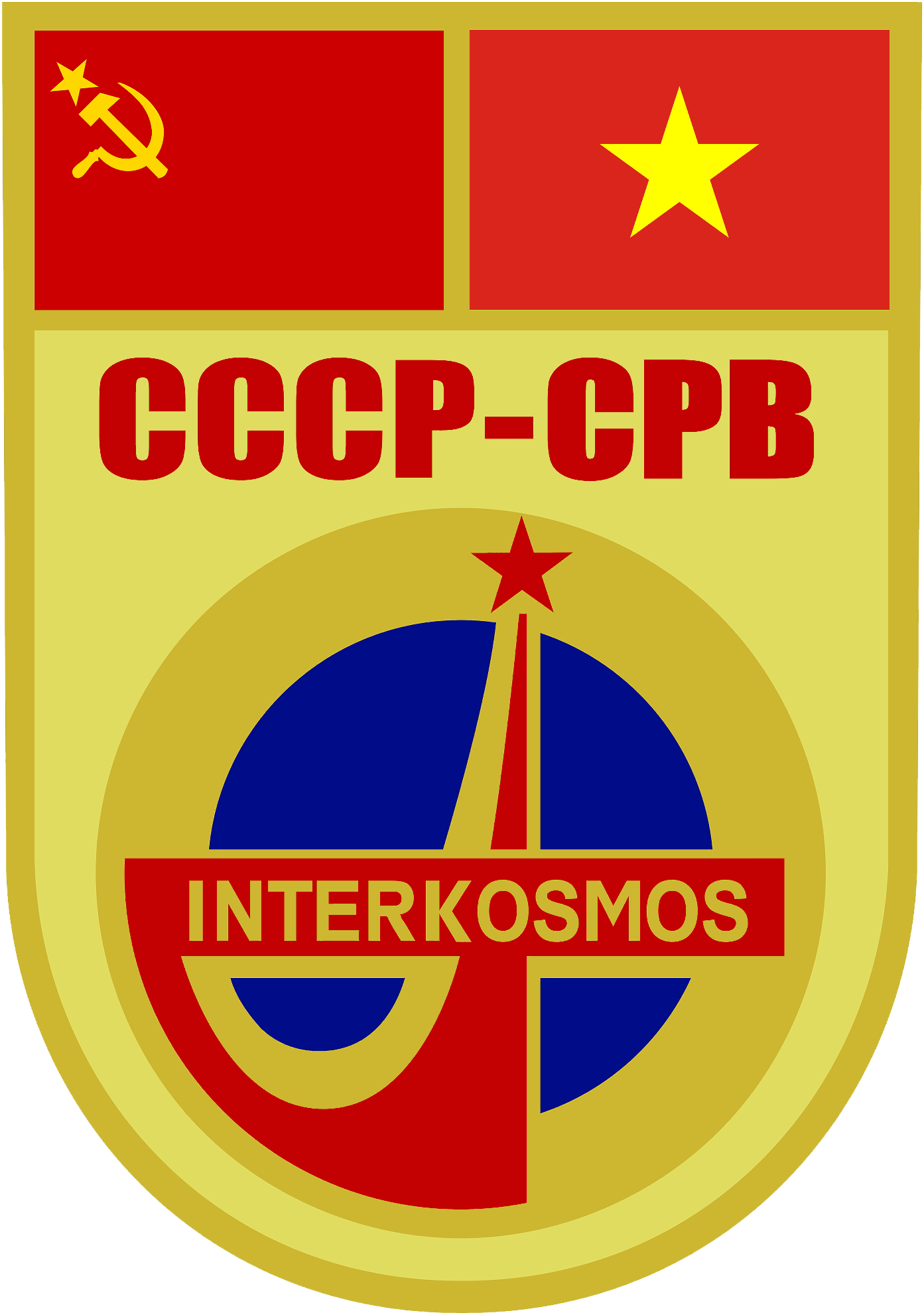
聯盟37號肩章
1980年夏季奥林匹克运动会会徽

### 含有社會主義紋章元素的勛章

列寧勛章
十月革命勛章
红旗勋章
亚历山大·涅夫斯基勋章
共和国勋章
越南南方民族解放陣線勝利紀念徽章

### 引用
1. ↑  von Volborth, Carl-Alexander. . Ware, Hertfordshire: Omega Books Ltd. 1981: 11. ISBN 0-907853-47-1.

## 外部連結
- Blog: Heart in a Hearless World （页面存档备份，存于）